# Ту-95
Ту-95 (проект «95» или изделие «В», по кодификации НАТО: Bear — «Медведь») — советский турбовинтовой стратегический бомбардировщик-ракетоносец разработки ОКБ-156. Состоит на вооружении Дальней авиации СССР/РФ с 1955 года, последние построенные экземпляры самолёта остаются в эксплуатации (по состоянию на 2025 год). 
Ту-95 и его модификации до настоящего времени — единственный в мире серийный бомбардировщик и ракетоносец с турбовинтовыми двигателями и стреловидным крылом.  
Ту-95 получил множество серийных модификаций, а также на его основе были созданы летающие лаборатории различного назначения, пассажирский межконтинентальный лайнер — Ту-114 и его проектный транспортный вариант. В свою очередь, на базе Ту-114 был создан боевой самолёт ДРЛО — Ту-126. Прямым развитием проекта «95» на более высоком инженерно-техническом уровне явился вариант самолёта ПЛО, который в серии образовал модификационный ряд самолётов семейства Ту-142 различного боевого назначения, в том числе и стоящий сейчас на вооружении ракетоносец Ту-95МС.

## История серии
В конце 1940-х — начале 1950-х годов руководство СССР опасалось угрозы ядерного нападения со стороны США. В ведении Стратегического авиационного командования (англ. Strategic Air Command) США имелся как флот дальних тяжёлых бомбардировщиков-носителей ЯО типа B-29, дислоцированных на авиабазах за пределами Америки, так и межконтинентальные турбореактивно-поршневые стратегические бомбардировщики B-36. В это же время в составе советских ВВС имелись только дальние бомбардировщики типа Ту-4 — нелицензионные копии американских B-29, которые не могли действовать с аэродромов на территории СССР по территории США из-за недостаточной для этой цели дальности полёта, а подходящими зарубежными базами СССР тогда не располагал.
16 сентября 1949 года вышло Постановление СМ СССР № 3929-1608 о постройке в ОКБ А. Н. Туполева опытного тяжёлого межконтинентального бомбардировщика «85». В начале 1951 года головной самолёт «85-1» вышел на заводские испытания, но уже к концу года программу начали сворачивать. Несмотря на достигнутую дальность полёта 12 000 км, программа испытаний самолёта была прекращена ввиду дальнейшей бесперспективности (две построенные машины в дальнейшем использовались в КБ для проведения различных испытаний).
В это время шла война в Корее, где широко использовалась авиация. В ходе боевых действий специалистам стало ясно, что самолёты с поршневыми двигателями более перспективы не имеют и необходимо выходить на совершенно новый уровень проектирования самолётов, с газотурбинными силовыми установками и новым бортовым оборудованием. К подобным умозаключениям также пришли и в США, приступив к постепенному сворачиванию эксплуатации B-36 и форсировав работы по разработке В-47 и В-52. В Великобритании работали над своими стратегическими бомбардировщиками серии «V», способными нести ядерное оружие.
Ещё в начале 1950 года В. М. Мясищев обратился в Министерство авиационной промышленности с техническим предложением по самолёту «СДБ» (см. самолёт М-4 (история создания)), с положительным заключением от научно-технического совета ЦАГИ. Министр авиационной промышленности СССР М. В. Хруничев был вынужден оперативно связаться с Кремлём и немедленно передать все необходимые материалы И. В. Сталину. Сталин вызвал к себе Туполева и задал ему вопрос относительно возможности создания в кратчайшие сроки межконтинентального реактивного бомбардировщика, в качестве ответных мер на разработки американцев. Туполев ответил, что в связи с низкой экономичностью имеющихся ТРД создание такого самолёта невозможно, в первую очередь, по причине очень большого потребного полётного запаса топлива. Сталин выдержал паузу, подошёл к столу, приоткрыл лежащую на нём папку, перелистал несколько страниц и произнёс: «Странно. А вот другой наш конструктор докладывает, что это возможно, и берётся решить задачу…» Туполев, понимая, что Сталин крайне неудовлетворён его ответом, и, предчувствуя, что тема по его самолёту «85» будет закрыта, сообщил содержание разговора со Сталиным своему заместителю Л. Л. Керберу...[АК 1996-01(31)]
Сталин немедленно приказал Главкому ВВС срочно разработать тактико-техническое задание на проектирование межконтинентального реактивного бомбардировщика, на основании технического предложения В. М. Мясищева. Туполев снова был приглашён в Кремль. Ознакомившись с ТТЗ, Туполев заявил: «Я никогда не буду делать такой самолёт потому, что флаттер больших стреловидных крыльев совершенно не изучен, и на околозвуковых скоростях его преодолеть невозможно!» При этом он привёл вполне обоснованные доводы, связанные с результатами советских научных исследований на основании расчётов и экспериментов. На что Сталин раздражённо сказал: «Не получится — поможем, не хотите — заставим!»... А. Н. Туполев: «А я не умею!»... «А вот Мясищев, тот хочет! Он занимается какими-то делами в МАИ и даже вышел с предложением на Хруничева сделать стратегический бомбардировщик со стреловидным крылом…»[АК 1996-01(31)]
24 марта 1951 года вышло Постановление Совета Министров СССР по восстановлению ОКБ-23 В. М. Мясищева, с целью скорейшего создания нового перспективного межконтинентального стратегического бомбардировщика «с трансполярной дальностью». 11 июля 1951 года вышло Постановление Совета Министров СССР № 2396—1137, а за ним Приказ МАП № 654, по которым ОКБ А. Н. Туполева поручалось спроектировать и построить скоростной дальний бомбардировщик в двух вариантах: 1-й с четырьмя спаренными ТВД типа 2ТВ-2Ф с передачей его на лётные испытания в сентябре 1952 года; 2-й — с четырьмя ТВ-12 со сроком передачи на лётные испытания в сентябре 1953 года. То есть по одной теме в СССР параллельно заработали два конструкторских бюро: ОКБ-23 и ОКБ-156.
В 1951 году комиссия ВВС утвердила разработанный проект ОКБ-156, в декабре того же года был одобрен и утверждён макет самолёта. На авиационном заводе № 156 было начато строительство двух прототипов самолёта «95».
Первый прототип самолёта под шифром «95-1» предполагал установку четырёх турбовинтовых силовых агрегата 2ТВ-2Ф разработки ОКБ-276. Каждый такой агрегат представлял собой спарку из двух турбовинтовых двигателей ТВ-2, работающих через планетарный редуктор на общий воздушный винт. Двигатель ТВ-2 (ТВ-022) — это доработанная копия немецкого двигателя «JUMO-022», главный конструктор опытного завода № 2 — А. Шайбе, руководитель группы предварительного проектирования — Ю. Фогте, руководитель группы конструирования — Фердинанд Бранднер. В связи с огромной мощностью силового агрегата, передаваемой на воздушный винт, была принята концепция соосного ВВ противоположного вращения (в противном случае диаметр винта превышал бы 7 метров, что было недопустимо по компоновочным соображениям).
Двигатели 2ТВ-2Ф предполагались в качестве временной меры, ввиду неопределённости сроков готовности будущего двигателя ТВ-12.
В компоновке фюзеляжа самолёта «95» были, в основном, выбраны апробированные решения, заготовки и агрегаты самолёта «85», но уже с новым стреловидным крылом большого удлинения.
Для доводки двигателей самолёта «95» в ОКБ-156 был передан серийный Ту-4, переоборудованный в летающую лабораторию. К середине 1952 года Ту-4ЛЛ (заказ 175ЛЛ) был готов. На нём для необходимых доводочных испытаний вместо штатного третьего двигателя АШ-73ТК был установлен двигатель 2ТВ-2Ф, а затем на этой же летающей лаборатории доводился двигатель ТВ-12 для второго варианта самолёта.
Рабочие чертежи самолёта «95» начали готовить в сентябре 1951 года, через год они были полностью готовы. С августа по конец ноября 1951 года в макетном цехе завода строился деревянный макет самолёта.
Для координации работ в ОКБ, работ смежников, решения проблем с заказчиком по самолёту «95», А. Н. Туполев назначил руководителем работ по теме Н. И. Базенкова, в дальнейшем главного конструктора по самолётам семейства Ту-95.
В октябре 1951 года на опытном заводе началась постройка самолёта «95-1» с двигателями 2ТФВ-2Ф (заказ 180-1), одновременно был заложен второй экземпляр планера для статических испытаний. К осени 1952 года первый опытный самолёт был, в основном, закончен и в расстыкованном виде перевезён на аэродром в г. Жуковский на лётно-испытательную и доводочную базу ОКБ (ЖЛИ и ДБ) для окончательной сборки и подготовки к лётным испытаниям. Там самолёт был окончательно собран и 20 сентября 1952 года передан на заводские испытания.
«95-1» совершил первый полёт 12 ноября 1952 года, командир корабля — лётчик-испытатель А. Д. Перелёт. До конца года было выполнено три полёта, после нового года испытания самолёта и многочисленные доработки были продолжены. 17 апреля 1953 года, на шестнадцатом полёте произошла разрегулировка автоматики установки шага всех 4 винтов, самолёт с трудом посадили.
11 мая 1953 года, во время 17-го испытательного полёта, из-за разрушения шестерни редуктора третьей силовой установки на борту самолёта возник пожар, штатными средствами потушить который не удалось. По команде командира самолёт покинули 5 членов экипажа. Самолёт упал северо-восточнее города Ногинска — горящий двигатель оторвался в воздухе, винты четвёртого двигателя встали во флюгерное положение и самолёт, завалившись в крутую спираль, почти вертикально пошёл к земле. Погибли: командир корабля А. Д. Перелёт, штурман корабля С. С. Кириченко, бортинженер А. Ф. Чернов, техник по виброиспытаниям из НИИ-CO A. M. Большаков.
Расследование показало, что усталостное разрушение шестерён двигателя с пожаром имело место и ранее в испытательном боксе ОКБ-276, но этот факт замалчивался Н. Д. Кузнецовым. На разборе происшествия Туполев совершенно неожиданно сказал следующее:

— У кого не бывает прорехи? Кто не ошибается? За сокрытие факта, конечно, надо Главному конструктору двигателя объявить выговор, это — детали. Предлагая самые суровые меры по отношению к Кузнецову, — обратился он к присутствующим, — вы говорили о пользе дела. А вот то, что вы предлагаете, может нанести делу обороны страны большой вред. Этот злосчастный двигатель стоит на Ту-95. Пока мы в этом кабинете почти две недели занимались дискуссией, нас с Хруничевым не раз вызывали в Правительство и допытывались, какие есть пути поставить на ноги Ту-95. Таким образом, то, что предлагают некоторые товарищи, напрочь угробит этот заказ государственного значения. Обезглавить конструкторский коллектив, убрать руководителя — означает угробить этот мощнейший в мире двигатель, а заодно и самолёт Ту-95. Этого делать нельзя. Наши решения должны быть направлены на поддержку двигателя 2ТВ-2Ф и других его вариантов.
А чтобы достичь этой цели, надо, чтобы Главному конструктору двигателя помогли, а не сажали в тюрьму. Вот, что я хотел сказать, Михаил Васильевич!
— Агавельян С. Д. Катастрофа «самолёта 95-1» // «Авиация — космонавтика». 1995. № 10; «Техника и оружие». 1995. № 2. (Совм. вып.) С. 28-32.
Производство планера «95-2» было закончено в ноябре 1952 года, и до июля 1954 года шла нескончаемая цепь доработок и изменений конструкции, а затем самолёт ещё полгода ждал двигатели, которые в ОКБ-276 самым тщательным образом доводили до ума. Опытный двигатель ТВ-12 был установлен на летающую лабораторию Ту-4ЛЛ и проходил доводочные испытания до декабря 1954 года.
16 февраля 1955 года экипаж во главе с лётчиком-испытателем М. А. Нюхтиковым поднял самолёт «95-2» в первый полёт. Испытания и доводки опытного самолёта продолжались почти целый год, до 20 января 1956 года, причём решение о принятии самолёта в серию было принято летом 1955 года, ещё до завершения этапа заводских испытаний.
Серийный выпуск самолёта Ту-95 начался в 1955 году. Основным изготовителем серийного самолёта был завод № 18, в дальнейшем — это Куйбышевское авиационное производственное объединение МАП СССР, или  иначе — предприятие п/я В-2774. Для организации работ в 1956 году на заводе был образован филиал ОКБ-156, начальник — А. И. Путилин.
Производство самолёта было закончено сдачей заказчику в 1992 году последнего Ту-95МС, а в 1995 году производственная линия на заводе была разобрана.

## Производство и модернизация
С 1954 по 1957 год было построено 30 серийных самолётов, из которых один для статиспытаний (зав № 5800303). Три самолёта модернизировалась в Ту-95К (№ 4800001, 4800002 и 6800404), один самолёт переделан в Ту-95РС (№ 5800101), самолёт № 6800402 переделан в Ту-116 СССР-76462. Самолёт № 5800302, принадлежавший 1023-му ТБАП, был переделан для доставки экспериментального изделия АН602 (супермощной термоядерной бомбы 50 мегатонн в тротиловом эквиваленте).
Самолётов Ту-95М за 1957—1958 гг. построено 18 штук. Первый из построенных за № 7800408 переделан по программе атомолёта в Ту-95ЛАЛ, второй построенный самолёт № 7800409 переделан в Ту-116 СССР-76463; самолёты № 7800410, 7800501, 7800502, 7800506 модернизированы в фоторазведчики Ту-95МР, затем первые три доведены до уровня МР-2, а после прекращения программы все четыре переделаны в учебные Ту-95У. Самолёт № 8800510 переделан в Ту-95РЦ, машина № 8800601 модернизирована в ракетоносец Ту-95М-5, затем Ту-95М-55.
Ракетоносцев Ту-95К построено 50 машин (вместе с переделанными Ту-95 № 4800001, 4800002 и 6800404, которые после модернизации получили номера: 6802001, 6802002 и 6802003). В дальнейшем 24 серийных самолёта Ту-95К последовательно модернизировались до уровня КД, КМ, К-22. Самолёт № 60802204 использовался для статиспытаний. Ту-95К находились в производстве с 1956 по 1961 год.
Ту-95КМ построено 23 машины, номера с 62М52502 до 64М52704. Самолёт № 63М52607 использовался в качестве летающей лаборатории для отработки ракет в ГНИКИ. Все остальные самолёты затем переделаны в Ту-95К-22. Ту-95КМ строились с 1962 по 1965 год.
Ту-95РЦ построено 52 самолёта, номера с 63МРЦ001 по 69МРЦ602. В производстве с 1963 по 1969 год.
В Ту-95МС из Ту-142М переделано 6 машин, номера начинаются на 64034200. Работы по модернизации продолжались по 1983 год включительно.
Серийных Ту-95МС построено 34 самолёта (по другим источникам 56), заводские номера начинаются на 100021.
Все самолёты строились на заводе № 18, первые 6 Ту-95МС на заводе № 86.

## Конструкция
Все модификации Ту-95 представляют собой цельнометаллический четырёхмоторный моноплан со стреловидным крылом и оперением, убираемым трёхточечным шасси и двумя гермокабинами впереди и сзади.
Примечание. Описание конструкции самолёта дано применительно к семейству «изделия В» — старым модификациям Ту-95М, КМ, РЦ и т. п. Эксплуатирующаяся в настоящее время модификация Ту-95МС (ВП-021) относится к семейству ВП (Ту-142) и в значительной степени отлична от снятых с вооружения предыдущих модификаций, так как самолёт создавался на базе противолодочного самолёта Ту-142М (ВПМ) и прототип носил название Ту-142МС. Планер и общесамолётные системы Ту-95МС во многом соответствуют противолодочной модели (см. техописание Ту-142).

### Планер самолёта
Основным материалом конструкции планера самолёта являются алюминиевые сплавы Д16 и В95, стали 30ХГСА и 30ХГСНА (силовые узлы, стыковочные и крепёжные детали), магниевые литейные сплавы МЛ5-Т4.
Фюзеляж круглого поперечного сечения с работающей обшивкой, набором шпангоутов и стрингеров. Крепление обшивки — потайными заклёпками, швы выполнены встык. В конструкцию фюзеляжа входит ряд силовых элементов, увеличивающих его прочность и жёсткость в зоне грузового отсека, у входных люков и в местах крепления передней ноги шасси. Технологические разъёмы делят фюзеляж на секции: носовой фонарь Ф-1; носовая часть, включает в себя переднюю герметичную кабину Ф-2 (шп. № 1÷13); среднюю негерметичную часть Ф-3 (шп. № 13а÷49); хвостовую негерметичную часть Ф-4 (шп. № 50÷87); кормовую герметическую кабину Ф-5 (шп. № 87÷ кормовая пушечная установка); обтекатель кормовой пушечной установки.
Носовой фонарь Ф-1 и носовая часть фюзеляжа Ф-2 вместе образуют переднюю герметическую кабину, в которой расположены рабочие места экипажа. В нижней части фюзеляжной секции Ф-2, под полом рабочего места штурмана, установлена закрытая радиопрозрачным обтекателем антенна РЛС, а между шп. № 6÷13, под полом кабины выполнен отсек передней опоры шасси. Передняя стойка шасси убирается в фюзеляж по потоку и закрывается двумя парами створок. Вход в переднюю кабину осуществляется по наземному трапу (лестнице) через откидываемый люк в полу кабины, с приводом от пневмоцилиндра. Входной люк оборудован механизмом аварийного открытия (приводится в действие одновременно с экстренным выпуском передней опоры шасси) и устройством, сбрасывающим избыточное давление в кабине. Для облегчения аварийного покидания самолёта экипажем, в кабине установлен подвижный пол с гидроприводом от гидроаккумулятора и поперечными зацепами для рук.
Носовой фонарь и окна передней герметичной кабины остеклены органическим и частично силикатным стёклами. Нижнее плоское наклонное лобовое окно носового фонаря штурмана и передние обзорные стёкла лётчиков имеют силикатное триплексное остекление с электрообогревом, остальные окна из оргстекла. Боковые окна у рабочих мест бортинженера и штурмана-оператора выполнены в сбрасываемых аварийных люках — для возможности быстрого покидания кабины, в случае невозможности покинуть самолёт через входной люк. В верхней части кабины, вблизи шп. № 13, установлен круглый прозрачный блистер с кольцевой прицельной станцией ВС-153ВК верхней пушечной установки. В передней гермокабине размещены различные приборы, органы управления самолётом, аэронавигационное, высотное и другое оборудование.
Экипаж самолёта составляет 7—11 человек (в зависимости от модификации). Например, на Ту-95МС — командир корабля, помощник командира корабля, штурман корабля, второй штурман корабля, оператор бортовых средств связи (БСС), бортинженер, командир огневых установок (КОУ). На Ту-95РЦ — командир корабля, помощник командира корабля, старший бортовой техник, штурман-навигатор, штурман-оператор (аппаратуры «Успех-У»), второй оператор аппаратуры «Успех-У», оператор СБД (сверхбыстродействующей аппаратуры «Акула»), оператор РТР (радиотехнической разведки), старший стрелок-радист, оператор станции радиоперехвата «Вишня» и КОУ.
К средней части фюзеляжа Ф-3 (между шп. № 19÷28) крепится центроплан крыла, за которым (между шп. № 28 ÷ шп. № 45) расположен утеплённый и обогреваемый грузоотсек (бомбовый отсек), закрываемый двумя парами створок. На самолёте Ту-95РЦ на месте грузоотсека находится технический отсек с аппаратурой «Успех-У».
За шп. № 45 расположен отсек целеуказательных осветительных авиабомб, в котором расположены также баллоны бортовой противопожарной системы самолёта. Большая часть остального объёма фюзеляжной секции Ф-3 занимают контейнеры мягких топливных баков (№ 1, 2, 3, 6а, 6б). На левом борту (между шп. № 14 и № 17), ближе к наружной поверхности фюзеляжа, установлены два контейнера со спасательными лодками ЛАС-5-2М. Вдоль бортов фюзеляжной секции Ф-3а проходят тяги и тросы проводки управления самолётом, размещён ряд агрегатов электрооборудования. Внутри хвостовой фюзеляжной секции (отсека) Ф-4 расположены мягкие топливные баки (№ 4, 5, 5а), баллоны нейтрального газа, агрегаты гидравлической системы и кислородного оборудования, для обслуживания которых выполнен эксплуатационный люк, смонтированы верхняя и нижняя башенные стрелковые артиллерийские установки, хвостовая дополнительная опора шасси.
Сверху установлен форкиль, к узлам на силовых шп. № 81 и № 87 крепятся киль и стабилизатор хвостового оперения. В кормовом гермоотсеке Ф-5 расположены рабочие места командира огневых установок (КОУ) и воздушного стрелка-радиста (ВСР, на модификации Ту-95РЦ — оператор радиотехнической разведки). К силовым шпангоутам кормовой гермокабины крепятся кормовая пушечная установка и сверху — прицельная радиолокционная станция ПРС-1. Для обзора боковых полусфер и возможностью стрельбы в бортах кормовой гермокабины установлены два больших каплевидных блистера из органического стекла с двумя прицельными станциями нижней пушечной установки. Окна кормовой кабины остеклёны прозрачной бронёй — силикатным триплексом. На левом борту размещён остеклённый аварийный люк, на правом — смотровое окно. Входной люк кормовой кабины открывается с помощью цилиндра сжатого воздуха вперёд-вниз по полёту.
Крыло кессонного типа состоит из центроплана, двух средних ОЧК и двух внешних ОЧК. Имеет стреловидность 35º. В целях обеспечения приемлемых взлётно-посадочных характеристик самолёта на задней кромке крыла установлен однощелевой выдвижной закрылок с электроприводом и полным углом выпуска 30 градусов. Конструктивно закрылки состоят из двух внутренних и двух внешних секций.
На крыле расположены четыре далеко выступающие вперёд мотогондолы, обеспечивающие аэродинамическую разгрузку крыла и выполняющие функцию противофлаттерных грузов. Сопряжение мотогондол с крылом выполнено по правилу площадей, внутренние мотогондолы конструктивно объединены с обтекателями гондол основных стоек шасси.
Крыльевой кессон образован передним и задним лонжеронами балочного типа, верхними и нижними панелями с толстой работающей обшивкой, подкреплённой мощными стрингерами. Все части крыла (центроплан, ОЧК-1 и ОЧК-2) соединены между собой фланцевыми (фитинговыми) болтовым креплениями: по поясам лонжеронов, по контуру панелей и по стенкам лонжеронов. В кессоне, между нервюрами, размещены 66 мягких резиновых топливных баков. На верхней панели выполнены узлы крепления гондол двигателей. Нижняя панель в местах узлов крепления основных стоек шасси усилена двумя балками. В верхних и нижних панелях ОЧК-1 и ОЧК-2 выполнены люки для доступа к проводке управления, топливо перекачивающим насосам, топливомерам, люки заправочных топливных горловин и люки клапанов аварийного слива топлива.
Вдоль всего размаха хвостовых частей внешних ОЧК расположены трёхсекционные элероны, с внутренней аэродинамической и весовой компенсацией. На корневой секции элерона установлен триммер-сервокомпенсатор. На верхней поверхности плоскостей крыла установлено по три аэродинамических гребня. В законцовках крыла установлены бортовые аэронавигационные огни БАНО-45.
Хвостовое оперение — свободнонесущее, однокилевое, стреловидное, цельнометаллическое, кессонной конструкции. Угол стреловидности вертикального и горизонтального оперения 40 градусов по линии четверти хорд. Стабилизатор кессонной конструкции, фиксированный (угол установки −2,5º), состоит из двух половин, состыкованных между собой по оси самолёта. Конструкция стабилизатора разработана с учётом возможности перестановки в полёте, однако механизм перестановки стабилизатора на ранних модификациях Ту-95 не ставился, на Ту-95МС применён механизм перестановки с электроприводом для расширения диапазона эксплуатационных центровок. Конструктивно рули высоты и руль направления состоят из лонжерона, набора нервюр и обшивок, задняя кромка «нож» из магниевого сплава. Руль высоты состоит из двух половин, соединённых между собой карданным валом, имеет 30%-ю осевую аэродинамическую компенсацию и весовую компенсацию с 3%-й перебалансировкой. На каждой половине руля высоты установлен триммер с ручным и электрическим управлением. Руль направления имеет 30%-ю осевую аэродинамическую компенсацию и весовую компенсацию с 2%-й перебалансировкой. На руле направления установлен триммер-сервокомпенсатор с электроприводом.
Шасси самолёта — трёхопорное. Передняя управляемая опора с двумя нетормозными колёсами размерностью 1100×330 мм (зарядное давление пневматиков — 9 кг/см²), в полёте убирается в нишу в передней части фюзеляжа и закрывается двумя парами створок. Она оборудована гидроазотным амортизатором (рабочая жидкость масло АМГ-10, зарядное давление азота — 27 кг/см²). Управление поворотом колёс передней ноги от педалей путевого управления у лётчиков.
Основные стойки имеют каждая по четыре парных тормозных колёса. Все колёса оборудованы дисковыми тормозами с антиюзовым автоматом. Основные стойки убираются в крыльевые гондолы шасси с одновременным переворотом тележки и закрываются пятью створками. Все три опоры выпускаются против потока, передняя опора — гидросистемой с номинальным давлением 150 кг/см2 либо в аварийной ситуации пневмосистемой, основные опоры — двухканальными (сдвоенными) электромеханизмами МПШ-18МТ с двигателями постоянного тока 27 В мощностью 2600 Вт на каждом. Открытие замков убранного положения — соленоидами постоянного тока, по два соленоида на каждый замок, имеется аварийное тросовое открытие замков и аварийный выпуск стоек с помощью ручной лебёдки. На всех модификациях Ту-95 возможна раздельная (поочерёдная) уборка/выпуск основных стоек шасси.
На всех Ту-95, кроме модификации МС, для предохранения хвостовой части фюзеляжа от удара, в случае неправильной посадки, снизу в корме установлена убирающаяся в полёте дополнительная двухколёсная опора с встроенным гидро-азотным амортизатором, с дополнительным торможением на обратном ходу, и колёса с пневматиками размером 480×200 мм. Хвостовая опора убирается в свою нишу электромеханизмом МП-250 и закрывается парой небольших створок..
Средства аварийного покидания и спасения
Катапультных кресел для членов экипажа в Ту-95 не предусмотрено. Экстренное покидание самолёта из передней гермокабины осуществляется через входной люк, расположенный в нише передней опоры шасси. При этом передняя опора принудительно выпускается, а часть пола кабины, построенная в виде транспортёрной ленты с зацепами для рук, приводится в движение от гидроаккумуляторов и теоретически позволяет покинуть падающий самолёт при больших продольных перегрузках. Покидание задней гермокабины обеспечивается через сбрасываемый входной люк задней гермокабины. При аварийной посадке на воду экипаж может воспользоваться 3 надувными лодками ЛАС-5М (на Ту-95МС плотами ПСН-10).
Окраска и внутренняя отделка
По компоновочной схеме кабин Ту-95 был похож на Ту-16. Вся внутренняя конструкция имела цвет грунтовки по дюралю. Этажерки с оборудованием и полки в отсеках, так же, как и интерьер кабины, окрашивались в тёмно-зелёный цвет, агрегаты, пульты и блоки были преимущественно чёрные, некоторые красились серебрянкой или молотковой эмалью. Все приборные доски имели матовый чёрный цвет. Внутри самолёта нигде не было никаких декоративных панелей и перегородок, как в обеих кабинах, так и в отсеках всё было заставлено этажерками с оборудованием, по шпангоутам проложены открытые трассы трубопроводов и многочисленные жгуты электропроводки толщиной в руку. Изнутри обшивка фюзеляжа в кабинах и некоторых отсеках обклеивалась стекловолоконными матами теплошумоизоляции тёмно-зелёного цвета. Кресла в кабине экипажа обтянуты светло-коричневой или чёрной кожей.
Общее внутреннее освещение кабин было обычными белыми лампами накаливания — точечные светильники на подкосах и потолочные плафоны типа ПС-45. В полёте для освещения приборных досок использовались светильники ультрафиолетового облучения типа АРУФОШ-45 или АРУФОШ-50 с люминесцентными лампами УФО-4А, которые облучали светосостав временного действия, нанесённый на шкалы и стрелки приборов, а также на надписях на приборных досках и ручках управления, вследствие чего возбуждалось свечение светосостава.
Снаружи большинство самолётов окрашивалась «серебрянкой» — алюминиевой пудрой. Нижние поверхности плоскостей за выхлопными трубами двигателей изначально не красились в какой-либо цвет, отличный от основной окраски. Но так как эти места довольно быстро начинает покрывать масляная чёрная копоть и сажа, а краска постоянно отслаивается, то в эскадрильях практиковалась кустарная окраска этих мест чёрной эмалью.
Эргономика кабин первых вариантов Ту-95 была откровенно плохая. При разработке Ту-95МС дизайну кабин и удобству работы экипажа уже было уделено значительное внимание: внутренняя окраска кабин салатовая, приборные доски — изумрудно-зелёные. Применяются декоративные панели и даже шторы, освещение кабин бестеневое красно-белое с индивидуальной регулировкой яркости.

### Силовая установка
Самолёты Ту-95 пошли в серию с двигателями НК-12, разработанными на Государственном союзном опытном заводе № 2 министерства авиационной промышленности СССР под руководством конструктора Н. Д. Кузнецова и произведёнными на Куйбышевском моторном заводе имени Фрунзе (сейчас объединены в ПАО «Кузнецов»).
Двигатель НК-12 до сих пор остаётся самым мощным турбовинтовым двигателем в мире.
НК-12 имеет 14-ступенчатый компрессор и высокоэкономичную пятиступенчатую турбину. Для регулировки компрессора на этом двигателе впервые установлена система клапанов перепуска воздуха. Коэффициент полезного действия турбины двигателя НК-12 составляет 34 %, что является рекордным показателем. На двигателе НК-12 была впервые применена единая система регулирования подачи топлива, сконструированная в едином блоке (так называемый командно-топливный агрегат КТА-14).
Передача вращающего момента на соосные винты самолёта обеспечивается через дифференциал, раскладывающий один поток мощности на два, обеспечивающий противовращение воздушных винтов и одновременно понижающий обороты, к созданию которого непосредственно приложил руку сам Н. Д. Кузнецов. При проектировании и производстве этого узла был использован ряд уникальных технических решений, позднее нашедших широкое применение в других типах авиационных двигателей.
Соосные винты с переменным шагом типа АВ-60 различных модификаций и серий, установленные на Ту-95, имеют диаметр 5,6 метров и были разработаны в ОКБ-150 (позднее, Ступинское КБ машиностроения, сейчас — НПП «Аэросила»). Руководитель ОКБ-150, К. И. Жданов, получил в 1957 году за их разработку Ленинскую премию. Воздушные винты тянущие, соосные, противоположного вращения с угловой скоростью 736 об/мин (передний — по часовой стрелке, задний — против часовой стрелки), 4-лопастные, изменяемого шага.
Каждый винт состоит из двух втулок, передней и задней. В каждую втулку вкручиваются по 4 лопасти. На переднюю втулку навешивается кок, задняя втулка закрывается лентами. Общий вес конструкции винта составляет 1190 кг.
Через главный редуктор на передний винт передаётся 54,4 % мощности, на задний винт — 45,6 % мощности двигателя. Несущие поверхности дюралевых лопастей образованы аэродинамическим профилем типа NACA-16. Изменение шага винтов производится гидромеханизмом, связанным с регулятором оборотов винта. Противообледенительная система передних кромок лопастей винтов и кока — электротепловая переменного тока 115 В 400 гц (в дальнейшем заменена на более мощную, от бортовой сети 210 вольт 400 гц). Электрический ток подаётся через общий токосъёмник на втулку заднего винта и далее, через два токосъёмника, на втулку переднего винта.
Двигатели НК-12 и НК-12М имели только ручную систему флюгирования воздушных винтов. В дальнейшем была создана модификация двигателя НК-12МВ, оснащённая более надёжной системой «всережимного автоматического флюгирования» воздушных винтов, срабатывающая при падении крутящего момента на валу двигателя. Помимо основной автоматической системы флюгирования двигатели были оборудованы системой принудительного флюгирования и резервного аварийного флюгирования путём принудительной подачи сжатого азота в маслосистему втулки воздушного винта.
Применение на Ту-95 экономичных ТВД и винтовой установки с КПД 82 % позволило добиться достаточно высоких показателей дальности полёта, несмотря на относительно низкое аэродинамическое качество самолёта.
Каждый двигатель имеет собственную замкнутую маслосистему с 205—210 литрами масла МН-7,5У (или маслосмеси, состоящей из 75 % масла МС-20 или МК-22 и 25 % МК-8П). В масляный бак, выполненный из маслостойкой резины и размещённый в полукруглом контейнере, являющийся частью конструкции нижнего капота, помещается до 135 литров от общего количества масла. Температурный режим поддерживается автоматическим масляно-воздушным радиатором. В связи с довольно большим расходом масла двигателями нижняя поверхность крыла за выхлопными трубами, гондолы шасси и основные стойки постоянно покрыты жирной чёрной копотью.
Запуск двигателей производится поочерёдно от аэродромного источника постоянного тока с напряжением 27 вольт. Электростартёр раскручивает и запускает турбостартёр ТС-12, который, в свою очередь, раскручивает турбину двигателя. Более современную модификацию двигателя НК-12МП возможно запускать парно — одновременно один правый и один левый, для этого на панели бортинженера установлены два тахометра турбостартёров и две кнопки срезки топлива — для двигателей 1-2 и 3-4. Турбостартёр установлен слева, и при запуске двигателя выхлопная заслонка турбостартёра автоматически открывается электроприводным механизмом МП-100МТ.
Каждый двигатель имеет автономную противообледенительную систему входного направляющего аппарата. При срабатывании датчика обледенения СО-4А ВНА обогревается горячим воздухом, отбираемым от двигателя.
На части самолётов Ту-95МС в форкиле установлена вспомогательная силовая установка ТА-12.

### Топливная система
Применялись мягкие резиновые баки, расположенные в фюзеляже, в центроплане и в отъёмных частях крыла. На Ту-95 установлен 71 бак, на Ту-95М — 74 бака (добавлено три фюзеляжных бака). Баки соединены трубопроводами, образуя четыре независимые топливные системы, каждая из которых питает свой двигатель.
Масса заправляемого топлива (авиационные керосины марок: Т-1, ТС-1 или Т-2) может достигать 88,5÷100 тонн и составляет до 50 % от взлётной массы самолёта.
Система автоматического измерения остатка и управления расходом топлива, типа СЭТС — обеспечивает общий контроль запаса топлива и регулирование очерёдности его выработки по закону обеспечения допустимого диапазона изменения центровки самолёта и разгрузки крыла топливом (для обеспечения его прочности и повышения ресурса).
Система автоматической выработки топлива (под управлением системы СЭТС) — обеспечивает заданную очерёдность выработки топлива из баков в полёте, для сохранения допустимого диапазона изменения центровок самолёта и разгрузки крыла топливом (условие обеспечения прочности и повышения ресурса).
Система аварийного слива топлива в полёте — под управлением системы СЭТС — обеспечивает быстрое уменьшение полётного веса самолёта, при сохранении его центровки в пределах допустимых значений.
Система нейтрального газа — предназначена для предотвращения воспламенения паров топлива при простреле баков. Источником нейтрального газа является батарея из восьми баллонов типа ОУ, заполненных жидкой углекислотой, подаваемой в газообразном состоянии, через коллекторы — в надтопливное пространство фюзеляжных и крыльевых топливных баков.
Первоначально на самолёте не было централизованной заправки топливом, но из-за большой трудоёмкости пистолетной заправки самолёты были доработаны.
На Ту-95МС топливная система другая, в частности применяются кессон-баки, а также установлено четыре горловины централизованной заправки под давлением на консолях правой и левой плоскости.

### Система управления полётом
Электрогидромеханическая. Включает две штурвальные колонки и две пары педалей, связанных с органами управления жёсткой проводкой — тягами и качалками и гибкой тросовой проводкой, частично применённой в каналах управлении элеронами и рулём направления. Для уменьшения усилий на штурвалах и педалях в систему управления включены обратимые гидроусилители ГУ-62М и ГУ-54М, приводимые в действие от гидросистемы низкого давления. В каждый канал системы управления включены исполнительные механизмы (рулевые машинки) электрического автопилота АП-15.
На земле, во время стоянки самолёта все рули и органы управления полётом стопорятся при помощи рукоятки стопорения, установленной на боковом пульте командира корабля за РУД. Все органы управления снабжены триммерами. Триммеры элеронов и руля направления одновременно выполняют функцию сервокомпенсаторов. Управления триммерами руля высоты двойное (тросовое и электродистанционное). Управление триммерами руля направления и элеронов — электродистанционное.
На Ту-95МС система управления в значительной мере изменена. Введены пружинные загружатели, в продольном канале установлен механизм эффекта триммирования МЭТ-4М постоянного тока (ему не требуется электронный блок управления). В проводку управления включена двухканальная система демпфирования аэроупругих колебаний КА-142 (комплекс автоматов) с исполнительными агрегатами типа «раздвижная тяга» РАУ-107А, в которой введён канал автоматического парирования разворачивающего момента, возникающего при отказе крайнего двигателя на взлёте, путём отклонения руля направления на заданный угол.

### Гидросистемы
Состоит из двух независимых гидросистем — высокого и низкого давления. ГС высокого давления (120—150 кг/см²) питается от автономной гидронасосной электроприводной станции «агрегат 465А» (гидропомпа) и обеспечивает основное и аварийное торможение колёс, уборку и выпуск передней стойки шасси, разворот передних колёс, подъём и опускание башни верхней пушечной установки, привод стеклоочистителей лобовых стёкол у лётчиков и привод подвижного пола. Бустерная гидросистема низкого давления (75 кг/см²) питается от двух гидронасосов 437Ф, установленных на коробках приводов внутренних двигателей и служит для питания обратимых гидроусилителей в каналах управления самолётом. Масло в обеих ГС — АМГ-10.
Дополнительная ГС на Ту-95МС
На самолёте Ту-95МС во внутрифюзеляжной подвеске (внутри грузоотсека) применяется многопозиционное катапультное устройство — барабанная пусковая установка револьверного типа МКУ-6-5, на которую возможна подвеска до 6 крылатых ракет (система практически аналогичная применяемой на самолёте Ту-160). При последовательном пуске нескольких ракет МКУ после отцепки каждый раз проворачивается на 60 градусов, устанавливая очередную ракету строго внизу грузоотсека. На Ту-160 МКУ работает от штатной гидравлической системы самолёта, а на Ту-95МС ГС с хотя бы близкими параметрами на борту нет, поэтому для обеспечения функционирования МКУ установлена автономная гидросистема с двумя электрическими автономными электрогидравлическими установками (АЭГУ) — основной и резервной. Каждая АЭГУ состоит из бака, двух насосных станций НС-46 и датчиков, питается трёхфазным током 115/200 В, 400 Гц.

### Воздушная система
Источниками сжатого воздуха на борту с рабочим давлением 150 кг/см² служат воздушные поршневые компрессоры АК-150НК, установленные на коробках приводов двигателей. Потребителями сжатого воздуха являются следующие системы: аварийный выпуск передней стойки шасси, аварийное открытие входного люка передней гермокабины, средство покидания передней гермокабины, аварийный слив топлива, управление клапанами аварийного сброса давления в гермокабинах, система наддува блоков радиоэлектронной аппаратуры, аварийное закрытие заслонок продува генераторов при пожаре двигателя, воздушная перезарядка пушек АМ-23 артиллерийских установок (ГШ-23 перезаряжается пиротехническими патронами ППЛ). В качестве баллонов сжатого воздуха используются пустотелые полости подкосов основных стоек шасси.

### Противообледенительная система
Включает несколько подсистем — систему электрообогрева носков крыла, носков хвостового оперения, передних кромок лопастей винтов, обтекателей втулок винтов, приёмников полного давления, передних стёкол в кабине экипажа; систему обогрева носков капотов двигателей и входных направляющих аппаратов (ВНА) компрессоров двигателей — горячим воздухом, отбираемым от 14-й ступени компрессоров двигателей; систему сигнализации начала обледенения входных каналов двигателей, с датчиками СО-4А, установленными во входных каналах двигателей и радиоизотопные сигнализаторы обледенения.

### Противопожарная система
Включает подсистемы — автоматического и ручного пожаротушения в герметических отсеках самолёта (огнетушители типа ОС-8М с фреоном), тушения пожара в мотогондолах, пожарной сигнализации ССП-2А и пяти ручных огнетушителей типа ОУ в герметических кабинах самолёта. На самолёте для предотвращения взрыва топливных баков при попадании снарядов установлено восемь углекислотных баллонов ОСУ-5 системы нейтрального газа, дополнительно используемой как средство для тушения пожара.

### Электрооборудование
Состоит из источников постоянного тока, источников переменного тока нестабильной частоты, источников переменного тока стабильной частоты, распределительной электрической сети и потребителей электроэнергии.
Основная сеть постоянного тока питается от 8 генераторов типа ГСР-18000М (по два на каждом двигателе), аварийный источник основной сети — две аккумуляторные батареи 12САМ-55. Первичная сеть переменного тока питается от четырёх генераторов переменного тока нестабильной частоты типа СГО-30У (по одному на каждом двигателе). Две вторичные сети переменного тока стабильной частоты питаются от двух однофазных преобразователей типа ПО-4500 и трёхфазного преобразователя типа ПТ-1000, либо от трёхфазных преобразователей типа ПТ-70 (ПТ-125) и ПТ-600 (Ту-95 и Ту-95М после модернизации в 1970-х гг).
Электрическая сеть — однопроводная. Силовая электропроводка для снижения массы планера выполнена на авиационных алюминиевых проводах марки БПВЛА.
Система электроснабжения самолётов семейства ВП, в том числе Ту-95МС, значительно отличается от описанной выше. В частности, применяются генераторы постоянного тока ГС-18М, переменного трёхфазного тока ГТ-60, никель-кадмиевые аккумуляторные батареи 20НКБН-25, статические преобразователи напряжения и др. более современное оборудование.

### Приборное, высотное, фотооборудование (ПВФО)
Комбинированные указатели скорости КУС-1200, высотомеры ВД-20, вариометры ВАР-30, махметры МС-1, сигнализаторы скорости набора ССН-8, авиагоризонт АГД-1, указатель угла тангажа УУТ, гировертикали типа ЦГВ-10, электрический указатель поворота ЭУП-53, централь скорости и высоты ЦСВ-1М, гирополукомпас ГПК-52, магнитный компас КИ-13, авиационный хронометр 13-20ЧП, указатель высоты и перепада давления УВПД-15, расходомеры воздуха РВУ-46У, термометры наружного воздуха ТНВ-15 и ТНВ-45, термометры воздуха ТУЭ-48, ТВ-45 и 2ТУЭ-11; акселерометр АМ-10, высотный сигнализатор ВС-46, указатель положения закрылков УЗП-47, часы типа АЧС-1.
Приборы контроля силовой установки — термометры выходящих газов 2ТВГ-366, термометры масла 2ТУЭ-11, манометры топлива 2ЭДМУ-3, манометры масла 2ЭДМУ-10, электрические тахометры 2ТЭ9-1М и ТЭ-40, манометры тяги МТ-50, указатель положения рычагов топлива УПРТ-2, электрический дистанционный масломер МЭ-95Д, счётчик времени работы авиадвигателей ИЧ-61, указатель положения створок маслорадиаторов У-03-4.
Кислородное оборудование самолёта включает: стационарные кислородные приборы КП-24М с кислородными масками КМ-32 на каждого члена экипажа, парашютные кислородные приборы КП-23, четыре комплекта газификаторов жидкого кислорода КПЖ-30, кислородной аппаратуры передвижения КАП и бортовой кислородной арматуры КАБ-16.
Бортовая система регистрации режимов полёта типа МСРП-12-96 (МСРП-12Б) и трёхкомпонентный самописец типа К3-63.
Фотооборудование: аэрофотоаппарат АФА-42/100 для выполнения попутной фоторазведки, установлен на качающейся фотоустановке в фюзеляже, между шп. № 67 и шп. № 69.; осветительные бомбы типа ФОТАБ или САБ в ящичном держателе, для фоторазведки и контроля бомбометания в ночное время. Для фотоконтроля экрана РЛС могла устанавливаться фотоприставка ФАРМ-2А.
На разведчике Ту-95МР было три съёмных комплекта фотооборудования. Первый предназначался для детальной плановой, перспективной и топографической съёмки с малых и средних высот в условиях естественной освещённости и включал девять фотоаппаратов трёх разных типов: два АФА-42/20, четыре АФА-42/100, по одному АФА-41/20, АФА-42/10 и АЩАФА-5. Второй комплект предназначен для высотной съёмки и включает два АФА-40, два АФА-42/20, один АФА-42/100 и один АЩАФА-5. Третий комплект предназначался для ночной съёмки и включал два НАФА-МК-75, АЩАФА-5 и АФА-42/100. Для подсветки местности на держатели внешней подвески можно было повесить парашютные световые бомбы САБ или специальные ФОТАБ.
Дозиметрическое оборудование включает стандартный бортовой дозиметрический прибор типа ДП-3Б.

### Навигационно-пилотажное оборудование
Автопилот АП-15Р, пилотажно-навигационная система «Путь-1Б», центральное навигационно-вычислительное устройство ЦНВУ-И-I, курсовая система КС- 6Д, звёздно-солнечный ориентатор БЦ-63А, дистанционный астрономический компас ДАК-ДБ-5, астрономический компас АК-53П, авиационный перископический секстант СП-1М.
На Ту-95МС состав оборудования отличается, в частности, вместо комплекта гировертикалей ЦГВ применяется более современный комплекс курсовертикалей «Румб-1Б», ПНС «Путь» заменена на систему траекторного управления «Борт-42», установлен навигационный комплекс под управлением БЦВМ, автопилот доработан под программное управление от НПК (АП-15ПС) и т. д.

### Бортовое радиоэлектронное оборудование
Бортовое радиоэлектронное оборудование (БРЭО) самолёта Ту-95, по назначению и принципу действия подразделяется на три группы: радиосвязное, радионавигационное и радиолокационное. В процессе модернизации самолётов неоднократно менялось.
Радиосвязное оборудование на старых модификациях Ту-95 включало: УКВ командные радиостанции типа Р-807 (1-РСБ-70), командную УКВ радиостанцию Р-802 «Дуб-В» (РСИУ-5), КВ-передатчик Р-837 «Гелий», аварийную радиостанцию типа Р-861, самолётное переговорное устройство СПУ-14 (СПУ-10Г), речевой самописец (магнитофон) МС-61Б.
На самолёте Ту-95МС радиосвязное оборудование состоит из двух командных УКВ радиостанций Р-832М, КВ-радиостанции Р-857Г, КВ-радиоприёмника Р-886Г, аппаратуры кодированной связи Р-081, шифровальной аппаратуры Т-817М и «12-65», двух магнитофонов МС-61Б, речевого информатора РИ-65Б. Для внутренних переговоров внутри экипажа используется самолётное переговорное устройство СПУ-14. Связное оборудование самолёта объединено в комплекс под управлением системы автоматизированной связи «Стрела-АМ» (2 комплекта).
Радионавигационное оборудование на старых модификациях самолёта включало в себя аппаратуру и системы: автоматический радиокомпас типа АРК-5 (или АРК-11), радиокомпас АРК-У2, радиовысотомеры малых высот типа РВ-УМ (или РВ-5), радиовысотомер больших высот типа РВ-25А, доплеровский измеритель скорости и угла сноса типа ДИСС-1; системы радионавигации и посадки — радиотехническую систему ближней навигации РСБН-2СВ, радиотехническую систему (аппаратуру) дальней навигации типа АДНС-4 (АДСНС-4), бортовую аппаратуру системы слепой посадки типа СП-50, аппаратуру межсамолётной навигации А-327.
На Ту-95МС установлены следующие изделия РНО: радиокомпасы АРК-15М и АРК-У2, радиовысотомеры РВ-5 и РВ-18Г, радиоаппаратура захода по приводам «Ось-1», аппаратура РСДН А-711-03 «Кремний», цифровой преобразователь координат А-713М-01 «Коралл», доплеровские измерители скорости и угла сноса ДИСС-7 и ШО17, навигационная аппаратура А-722-04 под управлением ЦВМ-20-13, аппаратура межсамолётной навигации А-330.
Радиолокационное оборудование включало в себя панорамную радиолокационную станцию РБП-2 «Рубидий-ММ», сопряжённую через приставку «Цезий» с оптическим бомбардировочным прицелом ОПБ-5 (Ту-95 и Ту-95М), в дальнейшем 0ПБ-11РМ (ОПБ-112) или радиолокационный бомбардировочный прицел типа РБП-4 «Рубидий-ММ-2»; кормовую радиолокационную стрелковую прицельную станцию типа АР17 ПРС-1 «Аргон» (на более поздних модификациях — 4ДК ПРС-4 «Криптон»); самолётный радиолокационный запросчик-ответчик типа СРЗО-2М; самолётный радиолокационные ответчики типа СРО-2П; самолётный ответчик типа СО-69; станцию (аппаратуру) оповещения об облучении самолёта РЛС противника типа СПО-2 («Сирена-2»); аппаратуру радиоэлектронного противодействия СПС-1 (СПС-2).
- Ту-95МР был оснащён РЛС «Рубин-1Д»;
- Ту-95М-5 был оборудован РЛС «Рубин-1КВ» (система «Волга»);
- Ту-95К был оборудован РЛС изд.20 «ЯД»;
- Ту-95К-22 — была установлена РЛС «ПНА» (система «Кама»);
- Ту-95МС оборудован РЛС изд. У009 «Обзор».

Средства разведки и целеуказания Ту-95РЦ — самолётная аппаратура системы «Успех-У». Самолётный бортовой комплект состоял из РЛС кругового обзора, антенна установлена в большом каплеобразном обтекателе снизу под фюзеляжем. Также бортовой комплект состоял из транслятора и приёмно-декодирующей аппаратуры канала привязки (ответчик); станций радиотехнической разведки «Ромб-4» литеров «А» и «В» (СРС-6 и СРС-7) и станций «Квадрат-2» (СРС-4); станция радиоразведки «Вишня» (СРС-5).
На Ту-95МР было три комплекта станций РТР: СРС-4, СРС-5 и СРС-6.

### Средства радиоэлектронного противодействия
Первоначально применялись станции РЭБ «Натрий» СПС-1 или СПС-2, затем СПС-5 «Фасоль» и другие, более совершенные, а также автоматы выброса полуволновых дипольных отражателей.

## Вооружение
Ту-95 и Ту-95М — стратегические бомбардировщики с нормальной бомбовой нагрузкой — 6 тонн, в перегруз — до 12 тонн и более (за счёт уменьшения заправки топливом). Ракеты возить не могли. Все самолёты этого типа выведены из эксплуатации и списаны.
Ту-95КД и Ту-95-20 вооружались крылатыми ракетами Х-20 с ядерной боевой частью, предназначенными для поражения радиоконтрастных целей на дистанциях 300—600 км. Бомбы возить не мог. Все самолёты этого типа выведены из эксплуатации и списаны.
Ту-95В (существовал в единственном экземпляре) был переоборудован согласно Постановления Совета Министров СССР № 357—228сс, для использования в качестве средства доставки мощнейшей в мире термоядерной бомбы «изделие 602» или РДС-202 (см. отдельную статью). Для подвески сверхтяжёлого заряда был разработан трёхзамковый балочный держатель БД7-95-242, а с самолёта были сняты створки грузового отсека. Самолёт списан.
Ту-95К-22 мог везти три крылатые ракеты Х-22, две — на внешней подвеске, и одну — полуутопленную в грузовом отсеке.  Бомбы возить он не мог. Все самолёты этого типа выведены из эксплуатации и списаны.
Ту-95МС — самолёт-носитель крылатых ракет Х-55, выпускался в двух вариантах комплектации. В модификации Ту-95МС-6 в грузовом отсеке на многопозиционной пусковой установке барабанного типа размещается до шести таких ракет. В модификации Ту-95МС-16 в дополнение к внутрифюзеляжной пусковой установке предусмотрена подвеска ещё восьми ракет Х-55 на четырёх подкрыльевых держателях, также на самолёте этого варианта установлена СУРО (система управления ракетным оружием), аналогичная таковой на Ту-160. Свободнопадающие боеприпасы, то есть любые авиабомбы — самолёт возить не может.
Ту-95МСМ — самолёт варианта «МС», доработан для применения ракет Х-101 и Х-102 и имеет держатели внутренней и внешней подвески. 
Оборонительное вооружение самолётов Ту-95 состоит из 23-мм авиационных пушек.
На старых модификациях самолёта установлена система ПВ-23 (9-А-037) из шести спаренных пушек АМ-23 в трёх оборонительных стрелковых установках (верхней ДТ-В12, нижней ДТ-Н12, и кормовой ДК-12). На Ту-95К-22 вместо ДК-12 установлена аппаратура РЭБ. На модификации Ту-95МС смонтирована одна кормовая установка ДК-12 (9-К-037) с парой пушек АМ-23 или система с кормовой установкой 9-К-502-II (модификация от Ил-76), с двумя двухствольными пушками ГШ-23.

## Модификации
| Название модели                                                                 | Краткие характеристики, отличия. |
| ------------------------------------------------------------------------------- | --- |
| «95-1»                                                                          | Первый опытный прототип с ТВД 2ТВ-2Ф (1952 год). Потерян при испытаниях. |
| «95-2»                                                                          | Второй опытный прототип с ТВД ТВ-12 (1955 год). Переделан в летающую лабораторию Ту-95ЛЛ по отработке и доводке новых ТРД. Данный борт в 1972 г. был перегнан в ЦМ ВВС Монино. Считалось что в музее стоит Ту-95Н, но волонтёрами было установлено, что в музее находится именно «95-2». |
| Ту-95 (изд. «В», Bear-A по классификации НАТО)                                  | Серийная модификация стратегического бомбардировщика с бомбовым вооружением, построенная на базе второго опытного самолёта «95/2». В производстве с 1954 по 1957 год. Построено 30 самолётов, почти все поступали на вооружение 409-го тяжелобомбардировочного полка (аэр. Узин, Киевская обл. УССР) и 1023-го тяжелобомбардировочного полка (аэр. Семипалатинск-2, Каз. ССР). |
| Ту-95 (заказ 244)                                                               | Серийный Ту-95М с увеличенным запасом топлива. |
| Ту-95A (Bear-A)                                                                 | Стратегический бомбардировщик — носитель ядерного оружия со специальной окраской, системой обогрева и термоизоляцией бомбового отсека, светозащитными шторками для экипажа (1956 год). |
| Ту-95В (заказ 242)                                                              | Переоборудованный серийный Ту-95 зав. № 580030, предназначенный для испытаний сверхмощной (50—100 Мт) термоядерной бомбы (1959 год). Самолёт принадлежал 1023-му ТБАП. |
| Ту-95К (изделие «ВК», Bear-B)                                                   | Ракетоносец-носитель сверхзвуковой крылатой ракеты Х-20, входящих в комплекс К-20. Три самолёта переоборудовано из Ту-95, 47 построено новых. В производстве с 1956 по 1961 год. Поступали на вооружение 182-го ТБАП (аэр. Моздок Северо-Осетинской АССР), 1006-го ТБАП (аэр. Узин) и 1023-го ТБАП (аэр. Семипалатинск-2) |
| Ту-95КД (изд. «ВКД»)                                                            | Модификация 24 самолётов Ту-95К, дополнительно оборудованная системой дозаправки в воздухе «шланг-конус» (1961 год). |
| Ту-95КМ (изделие «ВКМ», Bear-C)                                                 | Построено новых 23 и модернизировано 24 самолёта Ту-95КД под КР Х-20М, с обновлённым БРЭО (1968 год). Один самолёт Ту-95КМ был переделан в носитель экспериментального прототипа 105.11 проекта авиационно-космической системы «Спираль» (Всего проектировалось три опытных изделия — дозвуковое, сверхзвуковое и орбитальное. Проект закрыт в конце 1980-х годов). |
| Ту-95К-22 (изделие «ВК-22», Bear-G)                                             | Модификация всех построенных и переделанных Ту-95КМ в носители КР Х-22, под ракетный комплекс К-95-22. Самолёт мог нести 3 ракеты. |
| Ту-95КУ (изделие «ВКУ»)                                                         | Учебная модификация самолёта Ту-95К, использовавшаяся для обучения экипажей применению комплекса К-20 с крылатыми ракетами Х-20 (1956 год). |
| Ту-95ЛАЛ (заказ 247)                                                            | Переделанный из первого в серии Ту-95М зав. № 7800408 в летающую лабораторию по программе создания самолёта с ядерной силовой установкой. На самолёте отрабатывалась биологическая защита экипажа от радиации. Самолёт дислоцировался на аэродроме Чаган (Семипалатинск-2). |
| Ту-95М (изделие «ВМ»)                                                           | Серийная модификация Ту-95, построено новых 18 машин в течение 1957-58 годов. |
| Ту-95М-5                                                                        | Опытная машина — носитель КР КСР-5. Переделан один самолёт Ту-95М зав. № 8800601 |
| Ту-95М-55                                                                       | Переделанный из Ту-95М-5 в летающую лабораторию по доводке комплекса Ту-95МС с ракетами Х-55. |
| Ту-95МА                                                                         | Опытный образец для испытания перспективных ракет на базе Ту-95МС. |
| Ту-95МР (изделие «ВР», Bear-E)                                                  | Самолёт фоторазведки, переоборудовано 4 самолёта из Ту-95М. В дальнейшем три машины из 4-х дорабатывались до уровня МР-2. Две машины числились в 409-м ТБАП, ещё две были в 1023-м ТБАП. В 80-х годах все четыре МР были переделаны в учебные Ту-95У (см. ниже) |
| Ту-95МС (изделие «ВП-021», Ту-95МС-6, Ту-95МС-16), по классификации НАТО Bear-H | Самолёты-носители крылатых ракет Х-55 (1979 год и позже). Создан на базе Ту-142МК. Шесть машин производства завода № 86 (переделаны из Ту-142М?), остальные строились с нуля на заводе № 18. Последняя серийная машина зав. № 1000214137566 построена 20 августа 1992 года. |
| Ту-95МСМ                                                                        | Модернизация Ту-95МС-16 с заменой двигателей на модификацию НК-12МВМ с винтами АВ-60Т. Модернизация БКО («Метеор-НМ2»). Установка новой навигационной вычислительной системы НВС-021М, комплексной системы управления КСУ-021, системы отображения информации СОИ-021, астронавигационной системы АНС-2009, РЛС «Новелла-НВ1.021» . На самолёт возможна подвеска 8 ракет Х-101 или Х-102 на внешние пилоны (внешнее отличие Ту-95МСМ от предшественников). Первый самолёт б/н 20к рег. RF-94122 («Дубна») был готов осенью 2015 года; проходит испытания (на 2023 г.)                                                            |
| Ту-95Н (заказ 236)                                                              | Самолёт-носитель стратегического подвесного бомбардировщика РС разработки КБ П. В. Цыбина. Переделан из стандартного Ту-95 зав. № 5800101, борт. № 45. |
| Ту-95РЦ (изделие «ВЦ», Bear-D)                                                  | Разведчик-целеуказатель для нужд ВМФ, построено 52 новые машины, одна (зав. № 8800510) переделана из Ту-95М, В производстве с 1963 по 1969 год. Поступали на вооружение ав. ВМФ, 304-й (аэр. Хороль, Приморский край) и 392-й (аэр. Кипелово Вологодская обл.) отдельные дальнеразведывательные авиационный полки ВМФ. |
| Ту-95У (изделие «ВУ»)                                                           | Учебная модификация самолёта. Четыре самолёта переделаны из фоторазведчиков Ту-95МР. |
| Ту-96                                                                           | Высотный (с рабочим потолком 16 000-17 000 м) стратегический бомбардировщик с крылом увеличенной площади и ТВД ТВ-16, способными сохранять свои характеристики на этих высотах. 29 марта 1952 г. вышло соответствующее постановление Совмина. Самолёт предполагалось построить в двух экземплярах с передачей первого на заводские испытания в июле 1954 г. и на государственные — в декабре того же года. ОКБ-276 обязали передать ТВ-16 на стендовые испытания в январе, а на лётные — в июне 1954 г. |
| Ту-114 (Cleat)                                                                  | Пассажирский самолёт (1960 год). Построена 31 машина. Эксплуатировался «Аэрофлотом» до декабря 1976 года. |
| Ту-115 (Ту-114ВТА)                                                              | Военно-транспортный самолёт (проект). |
| Ту-116 (Ту-114Д)                                                                | Пассажирский самолёт-салон для перевозки первых лиц государства. Всего было переделано 2 самолёта. Ту-95 зав. № 6800402 получил рег. № СССР-76462 и базировался на аэродроме 1023-го ТБАП (аэр. Семипалатинск-2), самолёт Ту-95М зав. № 7800409 после конвертации получил рег. № СССР-76463 и вошёл в состав 409-го ТБАП (аэр. Узин). |
| Ту-119 (проект)                                                                 | Летающая лаборатория, самолёт с двумя экспериментальными ядерными силовыми установками НК-14А и двумя штатными НК-12М, в рамках создания противолодочного самолёта с ЯСУ (1974 год). См. также: Атомолёт. |
| Ту-126 (изделие «Л», Moss)                                                      | Самолёт ДРЛО (1962 год). Построено 8 серийных и одна опытная машина. Базировались в составе 67-й отдельной авиационной эскадрильи ДРЛО на аэр. Шауляй (Литовская ССР) до 1985 года. |
| Ту-142 (изделие «ВП», Bear-F)                                                   | Дальний противолодочный самолёт (ДПЛС), созданный на базе Ту-95РЦ (1963 год). Производился серийно в нескольких модификациях с 1968 по 1994 год, в том числе было изготовлено несколько специализированных самолётов-ретрансляторов сигналов боевого управления. Всего за время производства построено порядка сотни самолётов различных модификаций, которые эксплуатировались в двух полках 35-й авиационной дивизии противолодочной обороны ВВС Северного флота на аэр. Кипелово (Вологодская обл.) и в 310-м отдельным противолодочном авиационном полку ВВС Тихоокеанского флота на аэр. Каменный Ручей (Хабаровский край). |

## Именные самолёты
Некоторые самолёты Ту-95МС(М) названы в честь городов.
| Именные Ту-95МС | Именные Ту-95МС       |
| Б/н             | Название              |
| --------------- | --------------------- |
| 01              | «Иркутск»             |
| 02              | «Моздок»              |
| 04              | «Курган»              |
| 10              | «Саратов»             |
| 11              | «Воркута»             |
| 12              | «Москва»              |
| 14              | «Воронеж»             |
| 15              | «Калуга»              |
| 16              | «Великий Новгород»    |
| 19              | «Красноярск»          |
| 20              | «Дубна» (Ту-95МСМ)    |
| 20              | «Рязань»              |
| 21              | «Самара»              |
| 22              | «Козельск»            |
| 22              | «Челябинск»           |
| 23              | «Тамбов»              |
| 24              | «Мурманск» (Ту-95МСМ) |
| 27              | «Изборск»             |
| 28              | «Севастополь»         |
| 29              | «Смоленск»            |
| 59              | «Благовещенск»        |
| ?               | «Клин»                |

## Места дислокации
После распада СССР в РФ Командование дальней авиации было в 1998 г. переформировано в 37-ю воздушную армию ВГК СН, затем снова с 2009 г. ставшей Командованием дальней авиации, в составе которого находились две дивизии: 22-я гвардейская тяжёлая бомбардировочная авиационная дивизия (22 гв. тбад) в Энгельсе (Саратовская обл.), в составе которой 121-й гв. тбап на Ту-160 и 184-й полк Ту-95МС-16. Вторая дивизия — 326-я тяжёлая бомбардировочная авиационная дивизия (326-я тбад) в Украинке (Амурская обл.), в составе 182-й гв. тбап и 79-й тбап.

## Эксплуатация
Освоение и эксплуатация самолёта сопровождалась значительными трудностями. Кабина была плохо приспособлена к длительным полётам. Неудобные сиденья и туалет — переносной бачок со стульчаком, сухость и загрязнённость воздуха масляной пылью — всё это приводило к преждевременной усталости экипажей. В модификации Ту-95МС часть недостатков была исправлена.
Особенные проблемы возникали при эксплуатации самолёта в зимнее время. В маслосистему двигателей НК-12 заливается смесь из минеральных масел (МС-20 и МК-8), которая при температуре ниже 0 °C загустевает так, что винты невозможно провернуть. Поэтому перед каждым вылетом все двигатели прогревались наземными моторными подогревателями (тепловыми пушками). При их отсутствии (например, на оперативном аэродроме) моторы укрывались теплоизолирующими чехлами и запускались каждые несколько часов — для прогрева, что отрицательно влияло на ресурс и выматывало личный состав. В конце 1980-х годов промышленность стала выпускать специальное моторное масло — МН-7,5У, допускающее запуск двигателей НК-12 при морозах до −25 °C. С распадом СССР производство этого масла практически свёрнуто. На части доработанных Ту-95МС в форкиле установлена вспомогательная силовая установка, позволяющая отбирать воздух на предполётный обогрев двигателей.
Замена двигателя НК-12 чрезвычайно трудоёмка, по сравнению с другими типами авиационной техники, и имеет массу особенностей, требует определённой квалификации персонала и специальных навыков.
На самолёте конструктивно отсутствует система катапультирования экипажа, что серьёзно затрудняет покидание падающего самолёта в случае аварии.

## Служба
Формирование 106 ТБАД в Узине в Киевской области началось в 1955 году. В конце года был сформирован первый полк дивизии — 409 ТБАП; он эксплуатировал Ту-95, Ту-95М, Ту-95МР, Ту-114, Ту-116 до 1986 года, затем перевооружился на заправщики Ил-78. Второй полк дивизии — 1006 ТБАП, был сформирован в 1956 году (самолёты Ту-95К, Ту-95КМ и Ту-95К-22, с 1985 года — Ту-95МС).
Также в Узине был сформирован 1023 ТБАП новой 79 ТБАД (1956 год), а затем и 182 гв ТБАП на Ту-95К (в дальнейшем — Ту-95КМ и Ту-95К-22). 182-й полк базировался в Моздоке, к концу 1988 года был перевооружён на Ту-95МС, после распада СССР переподчинён дивизии в Энгельсе. 1023 ТБАП в конце 1958 года вместе с управлением дивизии перебазировался на аэродром Чаган под Семипалатинском, имел на вооружении Ту-95, Ту-95М, Ту-95МР, Ту-95В, Ту-116. Полк первым в ДА перевооружался на Ту-95МС в 1982 году. Второй полк дивизии — 1226 ТБАП — летал на Ту-95, Ту-95 м и Ту-95К-22, с 1984 года — на Ту-95МС. Базировался там же.
106 ТБАД работала по северному направлению, вплоть до Арктики, тогда как машины 79 ТБАД предназначались для ударов по целям на юге — базам НАТО в Азии и в акватории Индийского океана, а в дальнейшем, и по целям на территории КНР.
Несколько самолётов (отряд) постоянно находилось в состоянии боевого дежурства. Для оперативной подвески крупногабаритных ядерных боеприпасов оборудовались стоянки с траншеями (в полках боевое дежурство называли — «на яме»). Первоначально на вооружении 95-х были трёхмегатонные бомбы — «изделие 37», которые впоследствии заменили более крупногабаритными двадцатимегатонными изделиями — отсюда и дежурства «на яме».
Из-за большой разницы во времени подхода американских бомбардировщиков с авиабаз НАТО в Европе и Азии к целям в СССР и советских Ту-95 со своих аэродромов до целей на территории США, в ВВС СССР начали отрабатываться методы «вывода из под удара». Имелось в виду рассредоточение самолётов в случае нападения на оперативные аэродромы, в том числе и специально оборудованные снежные аэродромы в Арктике (первые исследования производились на станции «Северный полюс-2»), и затем нанесение ответного «удара возмездия». По этой теме было выполнено достаточно много исследований и практических работ.
Также в 1960-х годах выполнялись маловысотные полёты групп бомбардировщиков на «прорыв ПВО». Специально подготовленные экипажи строевых частей выполняли полёты на высоте нескольких сот метров, ниже зоны видимости РЛС того периода.
Ту-95МР (всего построено 4 самолёта) вели регулярную разведку в Атлантике, а затем и в Тихом океане, для чего самолёты перегонялись на северные и дальневосточные аэродромы СССР и на бывшие американские авиабазы во Вьетнаме (Дананг, Камрань). В дальнейшем для выполнения этих задач были сформированы два полка ВМФ на самолётах Ту-95РЦ — 392 ОДРАП в Кипелове (Вологда) и 304 ОДРАП в Хороле (Приморский край).
Ту-95РЦ регулярно вылетали на боевую службу в удалённые районы Мирового океана, на вскрытие надводной обстановки, ведения различных видов разведки и радиоперехвата. Также эти самолёты постоянно дежурили в системе ПСО «по космосу». Интенсивность разведполётов Ту-95РЦ была настолько высока, что моряки НАТО стали его называть «Восточный экспресс», а самолёт из-за интенсивности эксплуатации стал лидером по аварийности в ВМФ СССР. С малочисленными Ту-95РЦ в мирное время произошло 7 катастроф, 2 аварии и 2 поломки, погибли 69 человек.
После перевооружения на Ту-95МС были выполнены демонстрационные полёты — беспосадочный облёт по периметру границ территории СССР и полёт к границам США и Канады через Северный полюс. «МС-ы» поступали в 106 ТБАД и 79 ТБАД, меняя старые модификации Ту-95. Относительно свежие ракетоносцы Ту-95К и особенно Ту-95К-22 перебросили на Дальний Восток, где в Амурской области (Украинка) была сформирована 73 гв. ТБАД, с составе двух полков — 40 гв. ТБАП и 79 гв. ТБАП. Целями самолётов дивизии были авианосные ударные группы (АУГ) в Тихом океане.
После распада СССР полки из Казахстана удалось перегнать в Россию. В 1998 году Украина приступила к уничтожению доставшихся ей в наследство стратегических бомбардировщиков на выделенные США по программе Нанна-Лугара средства, но после переговоров Украина передала России восемь Ту-160 и три Ту-95 (и партию крылатых ракет) взамен на списание части долга по закупкам газа. Три самолёта Ту-95МС были оставлены на Украине, все остальные — утилизированы. Один из них сейчас исполняет роль музейного экспоната в Полтавском музее дальней и стратегической авиации. Два других были переоборудованы в самолёты-разведчики и поставлены на хранение возле Николаевского авиаремонтного предприятия. В августе 2015 года стало известно, что эти 2 самолёта были к концу 2013 года проданы неизвестным покупателям.
В РФ сформирована 37 Воздушная армия авиации стратегического назначения из двух дивизий — это 22 гв ТБАД в Энгельсе (Саратовская обл.), в составе которой 121 гв. ТБАП на Ту-160, и 184 полк Ту-95МС-16. Вторая дивизия — 326 гв. ТБАД в Украинке (Амурская обл.), в составе 182 гв. ТБАП и 79 ТБАП.
Самолёт Ту-95К № 48000001 передан в Челябинское училище штурманов.
Самолёт Ту-95 зав. № 5800101, дата выпуска 31.08.55, выставлен в музее ВВС России в Монине.
Самолёт Ту-95КМ № 63М52607 эксплуатировался в качестве летающей лаборатории в ГК НИИ ВВС во Владимировке, по программе испытаний орбитального ракетоплана «105.11».
Самолёт Ту-95ВК-22 (КАМА б/н 53) №......2704 (последнее место дислокации — гарнизон Дягилево) выставлен в музее дальней авиации гарнизона Энгельс.
Самолёт Ту-95МС Тамбов (б/н 23) №......0843 (последнее место дислокации — гарнизон Дягилево) передан в Воронежский институт авиации.
По неполным данным, за время эксплуатации разбилось 25 машин типа Ту-95 разных модификаций.
На 2012 год боеспособно 32 ед. Ту-95МС.
Около 60 самолётов находятся в резерве.
Модернизации до уровня «МСМ» (Ту-95 МСМ, с модернизированным двигателем НК-12МПМ, кроме того, самолёт получит новый комплекс вооружения, бортовой комплекс электронного оборудования и новые винты) подлежат только Ту-95МС-16, которые оснащены ракетной системой «Спрут», они будут способны нести ракеты Х-101 и прослужат до 2040 года.
2000-е
В период с 22 апреля по 3 мая 2007 года два российских самолёта Ту-95МС стали участниками инцидента, произошедшего в ходе учений британской армии «Воин Нептуна», проводившихся в заливе Клайд Северного моря близ Гебридских островов. Российские самолёты появились в районе учений, проводившихся в нейтральных водах, после чего с авиабазы Люашар в шотландском районе Файф были подняты два британских истребителя. Истребители сопровождали российские самолёты, пока те не покинули район учений. По словам представителя британских ВВС, это был первый такой случай со времён завершения холодной войны.
В августе 2007 года Ту-95МС в рамках учений пролетали вблизи базы ВМС США на острове Гуам в Тихом океане, в июле — в непосредственной близости от воздушной границы Великобритании над Северным морем, а 6 сентября британским истребителям пришлось встречать сразу восемь российских бомбардировщиков
В ночь с 9 на 10 февраля 2008 года четыре Ту-95 взлетели с авиабазы «Украинка». Два из них подлетели вплотную к воздушной границе Японии и один из них, по заявлениям японской стороны, выдвинувшей позднее ноту протеста, на три минуты нарушил границу. Вторая пара самолётов направилась в сторону авианосца «Нимиц». Когда российским самолётам до корабля оставалось около 800 км, на перехват были подняты четыре F/A-18. На расстоянии 80 км от авианесущей группы американские самолёты перехватили Ту-95, но несмотря на это, один из «медведей» дважды прошёл над «Нимицем» на высоте примерно 600 метров, тем самым имитируя бомбардировку.
Подобные случаи в международных водах стали довольно часто происходить после возобновления в августе 2007 года регулярных вылетов стратегической авиации на воздушное патрулирование. В прессе обычно освещается каждый такой случай, а в странах НАТО подобные инциденты считают «провокациями в духе холодной войны».
Официальный представитель госдепартамента США Шон Маккормак заявил, что если Ту-95 всё ещё летают, то они «находятся в хорошем рабочем состоянии», и добавил: «Я не думаю, что мы считаем это особенной угрозой, но мы за этим следим, внимательно наблюдаем, и я уверен, что в Пентагоне за этим тоже следят».
По мнению адмирала Джеймса Виннефельда-младшего, главы Северного командования США и начальника Командования воздушно-космической обороны Северной Америки, полёты Ту-95 вблизи воздушных границ США и Канады — «это как бы иллюзия мощи там, где мощи никакой нет. Они стараются показать миру, что они мощная нация, а мы не даём им удовлетворения».
21.08.2014 Япония подняла истребители на перехват двух российских Ту-95. Бомбардировщики приблизились к приграничной территории, но воздушное пространство страны самолёты ВВС России не нарушили, сообщает Министерство обороны Японии. По данным военного ведомства, российские самолёты обошли границу по периметру и улетели в сторону Сахалина.
01.11.2014 Португалия второй раз за неделю подняла истребители F-16, чтобы перехватить российские бомбардировщики Ту-95, замеченные в международном пространстве у побережья страны, рядом с южными границами НАТО.
01.11.2014 Британия подняла истребители Typhoon на перехват нескольких российских бомбардировщиков Ту-95 в международном воздушном пространстве неподалёку от границ Великобритании.
28.01.2015 Два российских бомбардировщика Ту-95 были обнаружены в зоне ответственности ПВО Великобритании к югу от города Борнмут на берегу пролива Ла-Манш. Два истребителя Eurofighter Typhoon Королевских ВВС Великобритании были подняты на перехват и сопровождали Ту-95 до выхода из зоны ответственности. В связи с инцидентом британский МИД вызвал российского посла для объяснений.
05.12.2022 Два российских бомбардировщика Ту-95, на фоне Вторжение России на Украину (2022), были повреждены в результате атаки беспилотника военного аэродрома в Энгельсе (Саратовская обл.).
01.06.2025 Не менее пятнадцати российских бомбардировщиков Ту-95 были повреждены в результате проведения операции СБУ «Паутина».

## Аварии и катастрофы
Данные требуют уточнения.
| 11.05.1953 | Ту-95/1   |                                    | Перелёт А. Д.                                             | В 17-м испытательном полёте произошло разрушение редуктора 3-й силовой установки и возник пожар. В катастрофе погибли четыре члена экипажа, в том числе командир корабля А. Д. Перелёт; семь человек спаслись на парашюте. А. Д. Перелёту посмертно было присвоено звание Героя Советского Союза за вклад в создание Ту-95. | 4   |  |  |  |  |  |  |
|            |           |                                    |                                                           | |     |  |  |  |  |  |  |
| 24.11.1956 | Ту-95     |                                    |                                                           | Разрушение турбины двигателя НК-12. Экипаж погиб. | 7   |  |  |  |  |  |  |
|            |           |                                    |                                                           | |     |  |  |  |  |  |  |
| 16.03.1957 | Ту-95     | № 6800310                          |                                                           | 1023-й ТБАП | 7   |  |  |  |  |  |  |
|            |           |                                    |                                                           | |     |  |  |  |  |  |  |
| 20.09.1959 | Ту-95     | № 6800305                          |                                                           | | 7   |  |  |  |  |  |  |
|            |           |                                    |                                                           | |     |  |  |  |  |  |  |
| 05.01.1963 | Ту-95К    | № 8802004                          |                                                           | Первый серийный Ту-95К | 7   |  |  |  |  |  |  |
|            |           |                                    |                                                           | |     |  |  |  |  |  |  |
| 25.08.1965 | Ту-95М    | № 7800504                          | полковник Тропынин                                        | 409 ТБАП г. Узин. Экипаж выполнял полёт парой с самолётом м-ра Иванова на прорыв ПВО и двигался со стороны моря в направлении г. Одесса. В ходе выполнения противоракетного манёвра с креном 30° и одновременной стрельбой противорадиолокационными патронами из верхней пушечной установки создались условия, при которых открылись замки заливных горловин хвостовых фюзеляжных топливных баков, расположенных недалеко от среза стволов и произошёл взрыв паров керосина от пороховых газов пушечной установки. Экипаж погиб. | 7   |  |  |  |  |  |  |
|            |           |                                    |                                                           | |     |  |  |  |  |  |  |
| 25.08.1965 | Ту-95     | № 4800003                          | майор Иванов                                              | 409 ТБАП г. Узин. Экипаж выполнял полёт парой с самолётом п-ка Тропынина на прорыв ПВО и двигался со стороны моря в направлении г. Одесса. В ходе выполнения противоракетного манёвра с креном 30° и одновременной стрельбой противорадиолокационными патронами из верхней пушечной установки создались условия, при которых открылись замки заливных горловин хвостовых фюзеляжных топливных баков, расположенных недалеко от среза стволов и произошёл взрыв паров керосина от пороховых газов пушечной установки. Экипаж погиб. | 7   |  |  |  |  |  |  |
|            |           |                                    |                                                           | |     |  |  |  |  |  |  |
| 20.06.1967 | Ту-95РЦ   | № 65МРЦ204                         |                                                           | 392-й ОДРАП Кипелово | 7   |  |  |  |  |  |  |
|            |           |                                    |                                                           | |     |  |  |  |  |  |  |
| 15.01.1971 | Ту-95РЦ   | № 67МРЦ401                         | подполковник Растяпин А.                                  | 392 ОДРАП Кипелово. Самолёт упал при выполнении ночью тренировочного полёта над Баренцевым морем. Предположительно — пожар двигателя. | 7   |  |  |  |  |  |  |
|            |           |                                    |                                                           | |     |  |  |  |  |  |  |
| 03.09.1971 | Ту-95РЦ   | № 63МРЦ003                         | П-к Гладков                                               | 392 ОДРАП Кипелово. Командир полка разбился при заходе на посадку. Упал не дотянув до ВПП, при видимости — «0». | 7   |  |  |  |  |  |  |
|            |           |                                    |                                                           | |     |  |  |  |  |  |  |
| 04.08.1976 | Ту-95РЦ   | № 66МРЦ304                         | М-р Красносельских А. И. 2 кл.                            | 392 ОДРАП Кипелово. Самолёт м-ра Красносельских упал в 20 ч. 15 мин. (время — гаванское) у побережья Канады (о-в Ньюфаундленд) при перелёте с о. Куба на Кольский полуостров (Гавана-Оленья) в Атлантическом океане. Через 6 ч. 20 мин. после взлёта произошло сваливание при изменении эшелона с 8700 м до 9000 м. Экипаж пытался вывести самолёт, но он оставался неуправляемым, а перегрузки не дали возможности лётчикам его покинуть. Ведомый экипаж снизился до 300 м, но места катастрофы не обнаружил. Поисковая группа кораблей нашла отдельные части самолёта, останки членов экипажа и документы. Наиболее вероятная причина катастрофы — штопор после попадания в спутный след пролетевших перед ними по международной трассе самолётов. Расшифровка МСРП-12 подтверждает попытку справиться со внешними возмущениями и попытку парировать их. В дальнейшем, после достижения вертикальной перегрузки 1,8 произошло сваливание. Ещё предположительная версия — пожар двигателя | 12  |  |  |  |  |  |  |
|            |           |                                    |                                                           | |     |  |  |  |  |  |  |
| 06.08.1976 | Ту-142    |                                    | л-т Хазагеров В. М. б/кл., инстр. м-р Морозов В. П. 1 кл. | 76 ОПЛАП Кипелово. В 16 ч. 27 мин. кандидат на должность КК л-т Хазагеров В. М. с инструктором Морозовым В. П. днём, ПМУ, выполняли контрольный полёт по коробочке, оперативный аэродром Североморск-1. После касания ВПП при V пробега 280 км/ч, пробежав по полосе 740 м, самолёт развернуло вправо. Пробежав по грунту 450 м, самолёт свалился в старую бомбовую воронку, заполненную водой, разрушился и частично затонул. | 6   |  |  |  |  |  |  |
|            |           |                                    |                                                           | |     |  |  |  |  |  |  |
| 05.10.1976 | Ту-95     | № 6800306                          | М-р Мальцев В. В.                                         | 1023 ТБАП. Экипаж после выполнения маршрутного полёта ночью из-за ухудшения метеоусловий был направлен на запасной аэродром Алма-Ата. После прохода створа ВПП экипаж руководствовался командами диспетчера. На дальности 12 км диспетчер круга передал экипажу: «На глиссаде находитесь». При очередном довороте по команде диспетчера круга «на курс 270°», самолёт на удалении 7800 метров от торца и 3650 метров слева по заходу от оси взлётно-посадочной полосы (ВПП) с креном 30° и со снижением, столкнулся с верхушками деревьев и линии электропередачи, имеющей превышение относительно торца ВПП в 111 метров. Самолёт разрушился и сгорел. Экипаж погиб. | 7   |  |  |  |  |  |  |
| 28.08.1977 | Ту-95К    | № 60802301                         | Ст.л-т Попов П. Ф.                                        | 182 ГТБАП Моздок. Столкновение в воздухе, см. ниже. | 9+3 |  |  |  |  |  |  |
| 28.08.1977 | Ту-95К    | № 9802010                          | Ст.л-т Бибишев А. В.                                      | 182 ГТБАП Моздок. Экипажи в составе трёх самолётов ТУ-95 при выполнении группового полёта днём, по маршруту, в плотных боевых порядках, через 2 часа 6 минут после взлёта, столкнулись при развороте на высоте около 10000 м. В результате столкновения один из самолётов взорвался в воздухе. Второй самолёт потерял управление и перешёл в беспорядочное падение, при столкновении с землёй разрушился и сгорел. В разбившихся самолётах были 3 курсанта авиационного училища. Курсанты проходили госполёты. Погибли 16 членов экипажа и 3 курсанта. Спаслись 2 члена экипажа (майор и прапорщик). | 7   |  |  |  |  |  |  |
|            |           |                                    |                                                           | |     |  |  |  |  |  |  |
| 10.01.1978 | Ту-95РЦ   | № 65МРЦ106                         | М-р Вейшнарович Г. П., 1 кл.                              | 304 ОДРАП Хороль. Самолёт упал в Тихий океан восточнее Японских островов при выполнении полёта на обеспечение запуска космического объекта. Вылет был из Хороля ночью в СМУ ведомым в паре п/п-ка Гречко А. А. На высоте 8400 м, встретив фронт, при облачности до 8500 м, Гречко принял решение увеличить высоту полёта. Через 5 мин. связь с ведомым прекратилась. В районе предполагаемого места падения обнаружен пустой МЛАС-1. Экипаж 10 человек погиб | 10  |  |  |  |  |  |  |
| 28.01.1982 | Ту-95М-55 | № 8800601                          | Кульчицкий Н. Е.                                          | ЛИИ МАП Жуковский. Катастрофа самолёта при взлёте в сложных метеоусловиях, экипаж: кк Кульчицкий Н. Е., пкк Шкатов В. И., шк Шевцов А. С., вшк Николаичев А. И., Горсткин И. Н., Жилин А. А., Серман В. Э., Амплеев В. Я., Сангатулин Х. И., Макаров К. П. — погибли, похоронены в Жуковском | 10  |  |  |  |  |  |  |
|            |           |                                    |                                                           | |     |  |  |  |  |  |  |
| 25.01.1984 | Ту-95РЦ   | № 68МРЦ505                         | М-р Вымятнин В. К. 1кл.                                   | 392 ОДРАП. Аэродром Оленья Кольский п-ов, падение после отрыва от ВПП. В 2 ч. 30 мин., при облачности 3 балла, видимости 10 км, температуре −17°, через 1 мин. 55 сек. в процессе взлёта и наборе высоты 350 м при скорости 346 км/ч экипаж преждевременно убирает шасси и закрылки и самолёт выходит на закритические углы атаки, с последующим сваливанием. Ситуацию лётчик не понял, мер по предупреждению не принял. Падение происходило с переменными кренами до 60°, с потерей поступательной скорости и вертикальной около 25 м/с. Одной из причин катастрофы явилось нарушение центровки — вместо предельно допустимой 24,5 % было 24,55 % САХ. Экипаж погиб. | 7   |  |  |  |  |  |  |
|            |           |                                    |                                                           | |     |  |  |  |  |  |  |
| 20.04.1984 | Ту-142    |                                    | П-к Зубков В. И. 1кл.                                     | 310 ОПЛАП Каменный Ручей (авиабаза). Тренировочный полёт по маршруту на максимальную продолжительность в удалённые районы в порядке пары. Через 1 ч. 15 мин. после взлёта, на высоте 7200 м и скорости 730 км/ч в центре Охотского моря возникла аварийная обстановка. Борт перешёл на снижение с появлением чёрного дыма и белого шлейфа из правой плоскости, с последующим возникновением через 1 минуту очага огня и переходом самолёта в правую нисходящую спираль с возрастанием крена до 60-70°. Вероятная причина того, что экипаж не покинул борт — большие отрицательные перегрузки. Вероятной причиной катастрофы явилось разрушение элементов 3-й силовой установки (обрыв лопастей или разрушение турбины), что привело к пожару с последующим кренением и крутой спиралью в сторону отказавшего двигателя. Впоследствии комиссия обнаружила множество нарушений при эксплуатации самолёта, а последующая ультразвуковая диагностика в 267 ОТЭЧ выявила множественные трещины в комлях винтов, снятых с летающих самолётов. | 7   |  |  |  |  |  |  |
|            |           |                                    |                                                           | |     |  |  |  |  |  |  |
| 16.05.1984 | Ту-95КМ   |                                    | Бугаев А. П.                                              | 182 ГТБАП Моздок. Ночь, СМУ. Пожар в кормовой части самолёта, вероятно, по причине неисправности кислородного оборудования. У радиста в результате пожара, очевидно, начал гореть парашют. Командир огневых установок пр-к Николай Филовченко пристегнул к своей подвесной системе радиста и таким образом они вдвоём попытались спастись на одном парашюте, но в момент выброски Филовченко ударился о срез входного люка и погиб, а радиста оторвало от подвесной системы при динамическом ударе при раскрытии парашюта. Погибшие были обнаружены на следующий день с поискового Ан-12. Аварийный самолёт был успешно посажен на своём аэродроме, пожар потушен, остальной экипаж жив. Ввиду тяжёлых повреждений хвостовой части фюзеляжа, самолёт восстановлению не подлежал и в дальнейшем был утилизирован. Виновным в происшествии признали командира корабля, вменив ему низкую дисциплину в экипаже и нарушение требований рук. документов (майор Бугаев А. П. погибнет 24.12.1987 года при выполнении аварийной посадки Ту-95 вне аэродрома, см. ниже)                                                                                   | 2   |  |  |  |  |  |  |
|            |           |                                    |                                                           | |     |  |  |  |  |  |  |
| 28.09.1984 | Ту-95К    |                                    | М-р Положий В. А.                                         | 1226 ТБАП. Экипаж после выполнения маршрутного полёта, ночью, из-за ухудшения метеоусловий, был направлен на запасной аэродром Жана-Семей. Снизился под глиссаду. Посадку произвёл на повышенной скорости с опережением на переднюю стойку. После приземления передняя кабина отделилась, фюзеляж взмыл и упал на грунт левее ВПП, разрушился и частично сгорел. КОУ и ВСР погибли. | 2   |  |  |  |  |  |  |
|            |           |                                    |                                                           | |     |  |  |  |  |  |  |
| 13.02.1985 | Ту-95РЦ   |                                    | М-р Кривенко С. Д. 1кл.                                   | 169 САП ТОФ Камрань. Вылетев ночью в СМУ с авиабазы Камрань (Вьетнам) в качестве ведущего пары, при облёте побережья Южно-Китайского моря, на восьмом часу полёта самолёт упал в море. За 50 минут до падения командир передал ведомому о прекращении выполнения задания и срезании маршрута напрямую на аэродром Камрань, не объяснив причину этого манёвра. Ведомый, следуя за ведущим на удалении 15 км с превышением 300 м заметил по световому мигающему маяку энергичное перемещение ведущего вправо с последующим снижением, а затем принял по радио сообщение: «Падаем! Падаем! Кто меня слышит? Па…» Падение ведомый не видел — облачность с верхним краем 2000 м. Самолёт никто не покинул. Наиболее вероятная причина катастрофы — потеря управляемости из-за отказа одного из двигателей правой плоскости и невыход винтов в режим флюгирования, что привело к резкому разворачивающему моменту. | 7   |  |  |  |  |  |  |
|            |           |                                    |                                                           | |     |  |  |  |  |  |  |
| 12.10.1985 | Ту-95К    |                                    | М-р Шарнин В. А.                                          | 79 ТБАП. Экипаж выполнял полёт по маршруту. Через 38 минут после взлёта на эшелоне 8500 м в горизонтальном полёте при скорости 750 км/ч штурман доложил: «Вспышка на левом двигателе!» По ошибочному поспешному докладу ШК, при устойчивой работе всех четырёх двигателей, лётчиками были необоснованно зафлюгированы винты исправного второго двигателя. Через 10 секунд старший техник зафлюгировал финты исправного первого двигателя. КК, пытаясь сохранить скорость, перевёл самолёт на снижение и, когда высота стала опасной по условиям местности, допустил энергичный набор и вывел самолёт на режим сваливания. В процессе сваливания ШК удалось покинуть самолёт и приземлиться на парашюте. Самолёт при ударе о землю разрушился. Остальные шесть членов экипажа остались на рабочих местах и погибли. | 6   |  |  |  |  |  |  |
|            |           |                                    |                                                           | |     |  |  |  |  |  |  |
| 25.08.1986 | Ту-95РЦ   |                                    | М-р Столяров С. А.                                        | 304 ОДРАП Хороль. Падение после отрыва от ВПП Кневичи из-за отказа управления. Через 2 мин. 47 сек. после взлёта на высоте 500 м и скорости 470 км/ч началось самопроизвольное кренение самолёта влево с возрастающей угловой скоростью и снижением. Это было вызвано самопроизвольным отклонением руля направления влево до упора. Отклонение элеронов и взятие штурвала на себя результатов не дали. На удалении 10 км от ВПП, с левым креном 80° и углом снижения 70°, самолёт столкнулся с землёй и сгорел. Оператор радиоразведки пр-к Звягинцев покинул самолёт в неуправляемом полёте на высоте 250—200 м, принудительно раскрыл парашют и спасся. КК команду на покидание самолёта ввиду скоротечности ситуации дать не успел. Причина катастрофы — потеря путевой управляемости самолёта из-за ухода руля направления в крайнее левое положение при балансировке самолёта триммером (по другой версии — прохождение ложной команды о самовыключении крайнего двигателя на взлёте, что вызвало срабатывание механизма МП-АФ системы демпфирования КА-142 с перемещением РН в сторону «отказавшего» двигателя). Экипаж 10 человек — погиб. | 10  |  |  |  |  |  |  |
|            |           |                                    |                                                           | |     |  |  |  |  |  |  |
| 24.12.1987 | Ту-95К    | № 60802209                         | М-р Бугаев А. П.                                          | 182 ТБАП. Командир отряда выполнял тренировочный полёт по кругу при метеоминимуме погоды ночью. После набора высоты круга, при полёте от второго к третьему развороту, на высоте 400 м бортовой инженер доложил КК о срабатывании сигнализации обледенения самолёта и по его команде включил противообледенительную систему двигателей и винтов. При этом за несколько секунд выключились 3-й, 2-й и 4-й двигатели с автоматическим флюгированием винтов. КК доложил о случившемся РП и приказал экипажу покинуть самолёт. Пять членов экипажа покинули самолёт и благополучно приземлились на парашютах. КК и ПКК пилотировали самолёт с одним работающим внешним двигателем. Выпустив шасси и включив посадочные фары, они пытались выполнить вынужденную посадку вне аэродрома. Приземление произошло на вспаханное поле с большой вертикальной скоростью на основные стойки шасси с последующим разрушением самолёта. КК и ПКК погибли на рабочих местах. ШК обнаружен мёртвым в 30 м от передней гермокабины. | 3   |  |  |  |  |  |  |
| 16.11.1988 | ТУ-95     |                                    | Лопаткин                                                  | Авария |     |  |  |  |  |  |  |
|            |           |                                    |                                                           | |     |  |  |  |  |  |  |
| 6.11.2009  | Ту-142МЗ  |                                    | М-р Капкин В. Е.                                          | 568 ОСАП ТОФ Каменный ручей. Ту-142М3 борт № 55, выполнялся ночной тренировочный полёт в зону над акваторией северной части Японского моря — вводили бортехника в строй после отпуска, в экипаже было 2 борттехника, инструктор и инструктируемый. Самолёт упал в воду при заходе на посадку с высоты 1200 метров, в процессе выполнения третьего разворота «по коробочке», в акватории Татарского пролива, в 15-20 километрах от береговой линии, с большой поступательной скоростью и полностью разрушился от удара о водную поверхность (также от сильного удара разрушился аварийный всплывающий бортовой накопитель-радиомаяк «Опушка-ВМ»). Несмотря на относительно небольшую глубину моря в месте падения, порядка 50 метров, операция по подъёму обломков корабля выполнялась весной-летом следующего 2010 года. Расследование катастрофы заняло более года, однако достоверно причины не установлены, официальная версия — «человеческий фактор». Погибло 11 человек. | 11  |  |  |  |  |  |  |
|            |           |                                    |                                                           | |     |  |  |  |  |  |  |
| 26.02.2013 | Ту-95МС   | № 64024200603, бортовой 21 красный |                                                           | 43-й ЦБП ПЛС дальней авиации ВВС России Дягилево. Ту-95МС борт № 21, сгорел при подготовке к взлёту. Причиной пожара стало короткое замыкание в силовой распределительной панели электропитания, вызванное ошибкой при электромонтажных работах во время предыдущего планового ремонта самолёта на Таганрогском авиационном научно-техническом комплексе им. Бериева. Пострадавших не было, самолёт был списан. | 0   |  |  |  |  |  |  |
|            |           |                                    |                                                           | |     |  |  |  |  |  |  |
| 08.06.2015 | Ту-95МС   | рег. RF-94181/борт. № 05 красный   | п/п-к Горшнев С. Ю.                                       | 6952-я гвардейская авиабаза, Украинка. Ту-95МС борт № 05, в процессе разбега произошёл взрыв стабилизирующего амортизатора левой стойки шасси, самолёт выкатился влево за пределы ВПП, ударился левой плоскостью о грунт и мгновенно загорелся. Экипаж покинул машину, второй штурман Федосеев сгорел в самолёте, командир получил тяжёлые ожоги.. Четвёртого августа 2015 командир корабля скончался в больнице. | 2   |  |  |  |  |  |  |
| 14.07.2015 | Ту-95МС   | рег. RF-94204 /борт. № 77 красный  | М-р Батечко                                               | Ту-95МС вылетел с аэродрома «Украинка» для выполнения учебно-тренировочного полёта. Во время полёта около 17 часов по местному времени произошёл отказ 3 силовых установок самолёта, в результате чего экипаж в составе 7 человек покинул самолёт на высоте менее 1900 метров, самолёт упал в 30 км от посёлка Литовко Хабаровского края, в 80 км от Хабаровска.. В результате инцидента погибли два члена экипажа: командир экипажа майор Антон Батечко и бортинженер майор Александр Зайцев. | 2   |  |  |  |  |  |  |
| 12.10.2016 | Ту-95МС   |                                    |                                                           | Аэродром Украинка. При запуске двигателей произошло возгорание 1-й силовой установки. позже самолёт был восстановлен. | 0   |  |  |  |  |  |  |
| 01.06.2025 | Ту-95МС   |                                    |                                                           | Повреждения нескольких бортов сразу на нескольких аэродромах в результате атаки БПЛА. Атака стала частью операции СБУ «Паутина» | 0   |  |  |  |  |  |  |

## Тактико-технические характеристики
Источник данных: Gordon Y, Davison P, 2006; Мороз С., 1999.
| ТТХ Ту-95 различных модификаций                 |                  |                  |                  |                    |                  |                    |                    |                    |
|                                                 | 95-1 (прототип)  | 95-2 (прототип)  | Ту-95            | Ту-95М             | Ту-95К           | Ту-95КМ            | Ту-95РЦ            | Ту-95МС            |
| Технические характеристики                      |                  |                  |                  |                    |                  |                    |                    |                    |
| Экипаж                                          | 9                | 9                | 9                | 9                  | 9                | 9                  | 9                  | 7                  |
| Длина, м                                        | 44,35            | 44,35            | 46,17            | 46,17              | 46,9             | 46,8               | 46,9               | 49,09              |
| Размах крыла, м                                 | 49,8             | 50,04            | 50,04            | 50,04              | 50,04            | 50,04              | 50,04              | 50,04              |
| Площадь крыла, м²                               | н/д              | 284,9            | 283,7            | 283,7              | 283,7            | 283,7              | 283,7              | 289,9              |
| Коэффициент удлинения крыла                     | 8,7              | н/д              | 8,83             | 8,83               | 8,83             | 8,83               | 8,83               | 8,84               |
| Масса пустого, кг                               | 86 300           | 75 100           | 83 100           | 84 300             | 88 000           | до 90 000          | 85 500             | до 98 500          |
| Максимальная взлётная масса, кг                 | 156 000          | 167 200          | 172 000          | 182 000            | 182 000          | 182 000            | 182 000            | 185 000            |
| Масса топлива, кг                               | до 60 000        | 84 440           | 80 730           | 89 530             | до 80 000        | до 80 000          | н/д                | 87 000             |
| Силовая установка                               | 4 × 2ТВ-2Ф       | 4 × НК-12        | 4 × НК-12        | 4 × НК-12М         | 4 × НК-12        | 4 × НК-12МВ        | 4 × НК-12МВ        | 4 × НК-12МП        |
| Мощность двигателя, кВт (л. с.)                 | 4 × 8948 (12000) | 4 × 8948 (12000) | 4 × 8948 (12000) | 4 × 11 185 (15000) | 4 × 8948 (12000) | 4 × 11 185 (15000) | 4 × 11 185 (15000) | 4 × 11 185 (15000) |
| Лётные характеристики                           |                  |                  |                  |                    |                  |                    |                    |                    |
| Максимальная скорость, км/ч                     | 945              | 880              | 890              | 905                | 860              | 860                | 910                | 830                |
| Крейсерская скорость, км/ч                      | н/д              | 750              | 750              | 720—750            | 750              | 750                | 680—770            | до 700             |
| Практическая дальность, км                      | 15 200           | 13 900           | 12 100           | 13 200             | 12 500           | до 11 000          | 13 460             | 10 500             |
| Боевой радиус, км                               | н/д              | н/д              | н/д              | н/д                | 6340             | 6340               | н/д                | н/д                |
| Практический потолок, м                         | 13 700           | 12 500           | 11 800           | 11 900             | 11 600           | 11 600             | 10 300             | 10 500             |
| Нагрузка на крыло, кг/м²                        | 548              | н/д              | 606              | 642                | 642              | 642                | 642                | 638                |
| Длина разбега, м                                | 1580             | 2300             | 2350             | 2730               | 2380             | 2780               | н/д                | 2540               |
| Длина пробега, м                                | 1370             | н/д              | 1500             | 1500               | 1700             | 1700               | н/д                | н/д                |
| Вооружение                                      |                  |                  |                  |                    |                  |                    |                    |                    |
| Стрелково-пушечное                              | 3 × 2×АМ-23      | 3 × 2×АМ-23      | 3 × 2×АМ-23      | 3 × 2×АМ-23        | 3 × 2×АМ-23      | 3 × 2×АМ-23        | 3 × 2×АМ-23        | 2×ГШ-23            |
| Боевая нагрузка, кг (нормальная / максимальная) | 5000 / 15 000    | 5000 / 12 000    | 5000 / 12 000    | 5000 / 12 000      | 11 600—11 800    | 11 600—11 800      | —                  | 7800 / 20 800      |

## Сравнение с аналогами
|                                 | Ту-95    | М4       | B-36 Peacemaker | B-52 Stratofortress |
| ------------------------------- | -------- | -------- | --------------- | ------------------- |
| Внешний вид                     |          |          |                 |                     |
| Первый полёт                    | 1952 год | 1953 год | 1946 год        | 1952 год            |
| Максимальный взлётный вес, т    | 172      | 193      | 186             | 220                 |
| Размах крыла, м                 | 50,05    | 53,14    | 70,1            | 56,39               |
| Максимальная скорость, км/ч     | 890      | 925      | 672             | 1047                |
| Боевой радиус, км               | 6500     | 5600     | 6415            | 7210                |
| Максимальная дальность, км      | 15 000   | 15 400   | 16 000          | 16 715              |
| Практический потолок, м         | 12 000   | 12 500   | 13 300          | 16 765              |
| Совокупная тяга двигателей, кгс | 60 000   | 38 000   | -               | 61 600              |
| Боевая нагрузка, кг             | 12 000   | 18 000   | 39 000          | 31 500              |
| Общий выпуск (всех модификаций) | > 500    | 90       | 384             | 744                 |

## На вооружении

### Состоит на вооружении
Россия — 31 Ту-95МС и 27 Ту-95МСМ, по состоянию на декабрь 2023 года.
В 2013 году началась модернизация Ту-95МС-16 до версии Ту-95МСМ.
Модернизации до уровня «МСМ» подлежат только Ту-95МС-16, которые оснащены ракетной системой «Спрут», всего около 35 самолётов; замене подвергнется радиоэлектронное оборудование, в то время, как планёр и двигатели доработкам подвергаться не будут. На бомбардировщики будет установлен новый прицельно-навигационный комплекс, который позволит использовать новые стратегические крылатые ракеты Х-101, также появится навигационный комплекс на базе ГЛОНАСС.
Бомбардировщики Ту-95МС-6 (всего около 28 самолётов), которые оснащены ракетной системой «Осина», модернизации не подлежат.
В течение 2018 года, по сообщению Минобороны РФ, в состав отечественной дальней авиации поступили четыре модернизированных самолёта Ту-95МС.

### Состоял на вооружении
СССР — состоял на вооружении вплоть до распада страны в 1991 году.
- 106-я тяжёлая бомбардировочная авиационная дивизия (аэродром Узин), в составе: 409-й ТБАП (Узин), 1006-й ТБАП (Узин), 182-й гв. ТБАП (Моздок). 409-й ТБАП в 1986 году перевооружился на самолёты-заправщики Ил-78.
- 79-я тяжёлая бомбардировочная авиационная дивизия (аэродром Семипалатинск-2), в составе: 1023-й ТБАП, 1226-й ТБАП (оба аэродром Семипалатинск-2).
- 392-й отдельный дальний разведывательный авиационный полк ВМФ (аэродром Кипелово)
- 304-й отдельный дальний разведывательный авиационный полк ВМФ (аэродром Хороль)
- 73-я гв. тяжёлая бомбардировочная авиационная дивизия (аэродром Украинка), в составе: 40-й гв. ТБАП (Украинка) и 79-й гв. ТБАП (Украинка)
- отряд в составе АЭ 169-го смешанного авиационного полка ВМФ (аэродром Камрань, Вьетнам)

 Украина — 23 Ту-95МС по состоянию на 1993 год. Бомбардировщики стояли на вооружении 1006-го тяжёлого бомбардировочного авиаполка, который базировался на авиабазе Узин. Авиабаза прекратила своё существование в 1998 году после того как правительство Украины приняло решение уничтожить Ту-95МС, а самолёты-заправщики Ил-78 переоборудовать для грузовых коммерческих перевозок.
В 1999—2000 годах в соответствии с межправительственным соглашением Украина передала России 8 Ту-160, 3 Ту-95МС и 581 крылатую ракету Х-55 в уплату украинского долга за поставленный природный газ на сумму 285 млн $.
К весне 2002 года на территории Украины было уничтожено 19 украинских Ту-95МС, а также 5 российских Ту-95 (3 Ту-95МС и 2 Ту-95К22), находившихся на авиаремонтном заводе в Белой Церкови, по «Соглашению между Кабинетом Министров Украины и правительством Российской Федерации о ликвидации и порядке возврата авиационной техники, находящейся на ремонтных предприятиях Министерства обороны Украины и Министерства обороны Российской Федерации».
К началу 2006 года также было распилено 6 Ту-142, принадлежавшие Украине, которые базировались на авиабазе Кульбакино 33-го Центра боевого применения и переучивания ВВС Украины (г. Николаев) и на аэродроме Государственного авиационного научно-испытательного центра ВВС Украины вблизи пгт Кировское (АР Крым).
Три Ту-95МС (б/н, 31 и 95) были переоборудованы в самолёты-разведчики и поставлены на хранение возле НАРП (Николаевского авиаремонтного предприятия). В 2013 году два самолёта-разведчика были проданы на металлолом, а 4 двигателя НК-12 МБ от них пытались продать в Россию в 2015 году.
Ещё два Ту-95, приведённые в нелётное состояние, остались как памятники: один в Полтавском музее дальней и стратегической авиации (бывшая авиабаза «Полтава-4»), второй — в Узине. В качестве музейных экспонатов также осталось 2 Ту-142, которые можно увидеть в Государственном музее авиации Украины и Луганском авиационно-техническом музее.
 Казахстан — после распада СССР остался на авиабазе Чаган. После полки Ту-95МС из Казахстана удалось перегнать в Россию.

## Боевое применение
На протяжении десятилетий Ту-95 несли боевое дежурство и выполняли патрулирование вдоль границ стран НАТО. Им на перехват постоянно поднимались натовские самолёты-перехватчики, в ходе этих перехватов несколько истребителей было потеряно — в 1960-х годах во время маневрирования с Ту-95 разбился британский Lightning, в 1967 году упал в Атлантический океан американский RF-8G Crusader и ещё в одном случае американский F-4 Phantom II врезался хвостом в крыло Ту-95 и потерял управление, пилоты катапультировались. В советской и российской авиации при патрулировании или других видах вылетов в международное воздушное пространство на борту самолётов (и не только Ту-95) никогда не было боевых ядерных зарядов. Единственный раз на самолёты была произведена подвеска спецбоеприпасов — во время Карибского кризиса, а командиры кораблей получили пакеты с шифрокодами, но противостояние США и СССР разрешилось мирным путём и вылетов не было.
Наиболее широкую известность получили полёты на боевую службу разведчиков Ту-95РЦ, которые, работая в интересах флотов, вскрывали надводную обстановку на огромных пространствах (т. н. «Восточный экспресс»). Для расширения радиуса действия отдельные подразделения Ту-95РЦ базировались на ряде зарубежных аэродромов: Куба (аэр. Хосе Марти), Гвинея (аэр. Конакри), Сомали (аэр. Бербера и Харгейс), Ангола (аэр. Луанда). Ту-95 вариантов МР и РЦ регулярно выполняли разведывательные полёты в акватории Тихого океана во время войны во Вьетнаме с 1964 по 1972 год, причём для этих целей привлекались даже разведчики, базирующиеся под Семипалатинском (аэр. Чаган).
В 1979 году самолёты 304-го полка ВМФ из Хороля участвовали в боевой операции по морской блокаде (изоляции водного района) во время Китайско-вьетнамской войны. Тогда в Южно-Китайском море была развёрнута группировка из 13 кораблей ТОФ, Ту-95РЦ занимались разведкой и целеуказанием. В результате китайский флот не рискнул принять участие в конфликте, а китайская армия, потеряв убитыми около 20000 человек (данные о потерях спорные), ушла из Вьетнама. Вьетнамское правительство, оценив помощь СССР, разрешило создание на своей территории военно-морской базы в Камрани. На аэродроме Камрань более 10 лет базировался отряд Ту-95РЦ (4 машины) и отряд Ту-142 (также 4), сведённые во вторую авиационную эскадрилью в составе 169-го гв. САП ВМФ. Это подразделение осложняло жизнь Тихоокеанскому флоту США, регулярно вылетая на разведку в южную часть Тихого океана вплоть до Австралии и в Индийский океан, но самой большой проблемой для американцев стали постоянные полёты на вскрытие обстановки в район Филиппин, где находится крупная военно-морская база США.
Также полки Ту-95РЦ принимали участие в космической программе СССР, отслеживая спускаемые аппараты.
После списания Ту-95РЦ в начале 90-х годов их функции по морской визуальной и радиотехнической разведке и дежурство по космосу были полностью переложены на полки Ту-142М, которых в настоящее время уже не осталось — имеется по одной эскадрилье на СФ и ТОФ.
Впервые ракетоносцы Ту-95МС были задействованы во время военной операции России в Сирии в период с 17 по 20 ноября 2015 года. Удары наносились крылатыми ракетами Х-55 по объектам Исламского государства.
17 ноября 2016 года самолёты ТУ-95МСМ нанесли удары крылатыми ракетами Х-101 по объектам террористов в САР. Пуски ракет были совершены над акваторией Средиземного моря.
5 июля 2017 года стратегические ракетоносцы Ту-95МС, взлетевшие с аэродрома Энгельс, долетели до Сирии с дозаправкой в воздухе и нанесли удар по складам и командному пункту боевиков ИГ новейшими крылатыми ракетами Х-101. Атака была совершена с расстояния до цели около 1000 км.
Используется в ходе вторжения России на Украину для запусков крылатых ракет X-101, X-555 по Украине из воздушного пространства России. Во время военных действий имели место потери самолётов в рамках украинских атак авиабаз под Рязанью и в Энгельсе и операции «Паутина».

## Рекорды
30 июля 2010 года установлен мировой рекорд беспосадочного полёта для серийных самолётов — за 43 часа бомбардировщики пролетели около 30 тысяч километров над тремя океанами, четырежды дозаправившись в воздухе.

## В фильмах
- Ту-95МС показан в фильме «Замуж на 2 дня». Самолёт показан в фильме как аттракцион и тренажёр для ощущения невесомости, который главный герой организовал для главной героини этой комедии.

## Ту-95 в авиамоделизме
Известно несколько стендовых сборных моделей Ту-95:
- в масштабе 1:100 производства Plasticart под названием «Ту-20»[74];
- Ту-95МС в масштабе 1:200 производства Cyber-Hobby[75];
- Ту-95М/У в масштабе 1:72 производства Amodel[76];
- Ту-95МС в масштабе 1:72[77] и 1:144[78] производства Trumpeter;
- Ту-95 Bear-D в масштабе 1:144 производства Revell[79];
- Ту-95 в масштабе 1:72 производства Aircraft In Miniature[80].
- Ту-95 Bear-D в масштабе 1:144 производства «Звезда»